# 泰国
泰王国（皇家轉寫：Ratcha-anachak Thai），通稱泰国（皇家轉寫：Prathet Thai），舊称暹罗（皇家轉寫：Sayam），是东南亚的君主立宪制国家，首都及最大城市为曼谷。泰国国土位于中南半岛中部，南接暹罗湾和马来西亚，东邻老挝、柬埔寨，西靠缅甸和安达曼海，国土面积51.3万平方公里，人口近7,100万。
泰语民族自11世纪起从今中国西南部南迁。在此之前，孟王国、高棉帝国和马来统治者都曾统治今日泰国的部分领土，为当地带来佛教和印度教文化。迁入今泰国领土的泰人夺得主动权，成为泰国历史和文化的主流群体，建立素可泰王国、兰纳王国和阿瑜陀耶王国等政权。阿瑜陀耶王国在15世纪末进入文化繁荣、社会安定的繁盛时期，在那莱王统治期间步入极盛，但在此后逐步衰退而遭遇缅甸入侵，在1767年暹缅战争中一度灭国。将领鄭昭率军收复领土，令暹罗重归统一，于1767年建立吞武里王国。1782年，通銮夺得王位，称拉玛一世，开启延续至今的扎克里王朝的统治。
泰国是近代东南亚唯一幸免于外国殖民的国家，但仍被迫签订多个不平等条约而丧失大片国土。在国王朱拉隆功统治期间，暹罗的政治和社会制度迎来一系列西化改革，把國家變成为现代化君主专制集权国家，但1932年暹羅立憲革命爆发，王室被改行君主立宪制。其後总理銮披汶·颂堪掌握大權，任內推行泰化政策，并将国名更变为泰国，二戰戰敗後改為親美。冷战时期，泰国成为美国在东南亚的主要盟友，曾主导成立东南亚条约组织。泰国政治环境不甚安定，军方屡次凭借军事政变推翻文人政府，1990年代在王室主持下，雖有不同勢力博弈使局勢大致平衡，但近现代民主政治發展緩慢，2014年泰國政變後，泰国又進入军政府统治期，同时又经历民众示威运动。
泰国是东南亚国家联盟的创始成员，被视为中等强国，有着较高的人类发展指数。泰国经济在二战以后快速增长，是新興工業化國家，为东南亚第二大经济体，依购买力平价计算是世界第20大经济体。制造业、农业和旅游业是泰国经济的重要部门。

## 國名
泰國的正式全稱為「泰王國」（皇家轉寫：Ratcha Anachak Thai /râːt.tɕʰā ʔāːnāːtɕàk tʰāj/ⓘ），其中表示「國王」、意為「領土」、而則是主体民族泰族的族名。在過去，泰國一直以「暹」（皇家轉寫：Sayam）作為國名。銮披汶·颂堪元帅在1939年6月23日至1945年9月8日期間，将暹羅改稱「泰國」（皇家轉寫：Prathet Thai），带有泛泰民族主义色彩。1945年9月8日，泰國復稱為「暹王國」。1949年5月11日，暹羅正式更名為「泰王國」。
泰国国名中的“泰”为泰族之族名。“泰”（ไทย）一词的含义，根据法国东南亚学家乔治·科埃德斯的研究，为“自由民”之意，盖因泰傣民族南下移居至今属于泰国的土地后，当地操孟-高棉语的原住民以农奴为主，和泰人不同:197。另有泰国学者反驳该结论，据其调查，“泰”一词在一些乡村地区为“人”（ khon）之意；法国语言学家米歇尔·费吕则推论出该词的语源演变，其原始形式为*k(ə)ri:，意为人，并依照如下次序演变：*kəri: > *kəli: > *kədi:/*kədaj > *di:/*daj > *daj （原始西南傣語） > tʰaj（即泰语和老挝语中之“泰”）或 > taj（即其他傣语中之“傣”）。
泰国的旧称“暹罗”根据《明史》所载，係為“暹羅斛”之简称，“暹”（皇家轉寫：Sayam）或指古国素万那普，“羅斛”指另一古国罗涡。两国于十四世纪并合为大城王国，因而被中国古籍以组合词“暹羅斛”或“暹羅”代指之。“暹”一词的来源众说纷纭，一说來自於梵語詞彙（Śyāma），意為“暗色”；或来自于巴利文的“suvaṇṇabhūmi”，意为“黄金之地”（此名後來作為曼谷新國際機場名）；也有说法称来自于孟语词汇（rhmañña），意为“外地人”。中文古籍的称呼“暹”被葡萄牙傳教士轉寫為Siam，成为西方通用的称呼。“暹”在蒙固國王統治時期定為正式國號，也被近代中文以“暹罗”对应之。

## 歷史

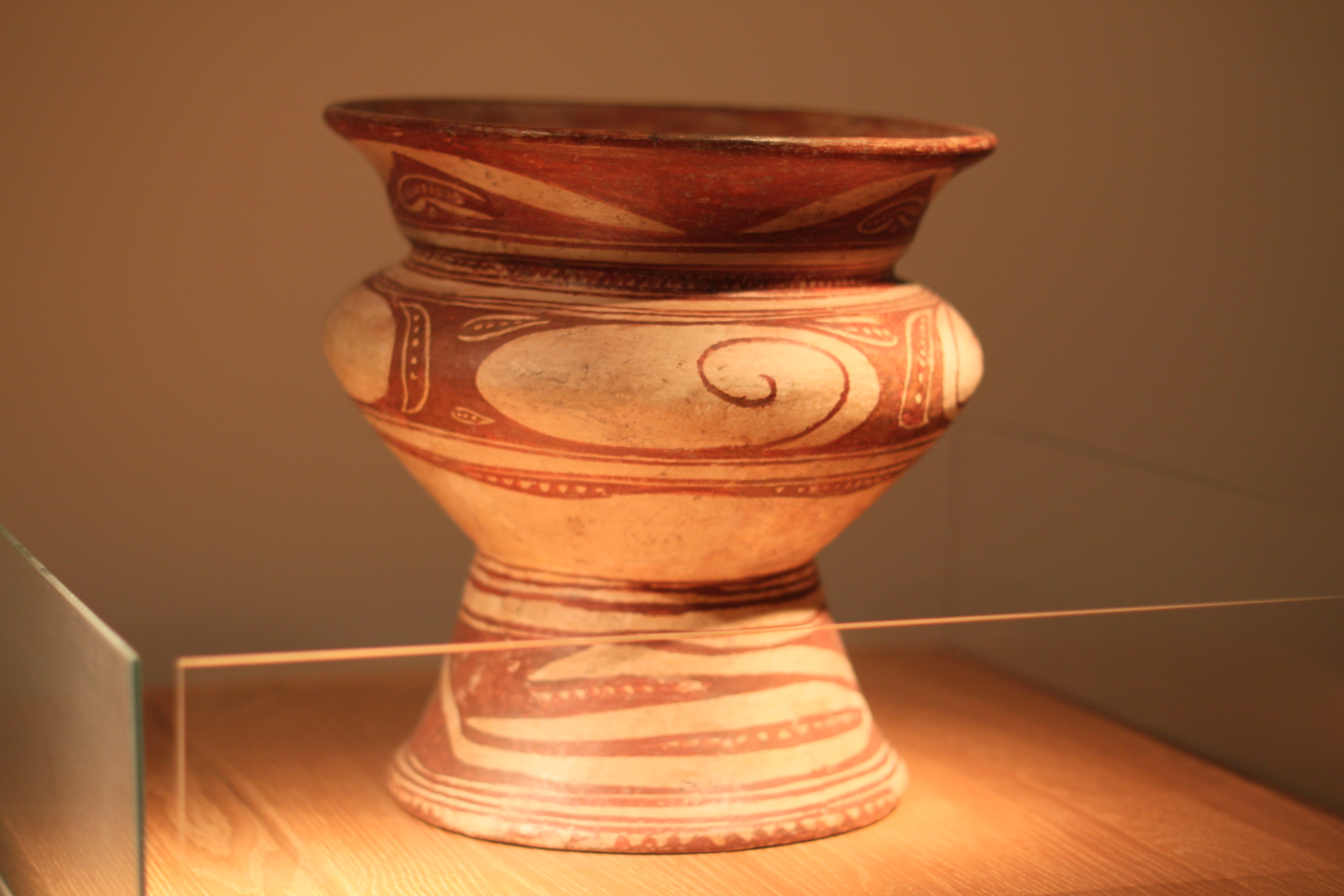
班清考古地點出土的文物

泰國至少從舊石器時代早期至中期（ 距今大約五十萬年前至一百萬年前），即有人類居住。泰國古代文明甚為發達。大約五千年前，泰國北部的班清（有時譯作滿慶）已經進入青銅器時代。

### 素可泰王国

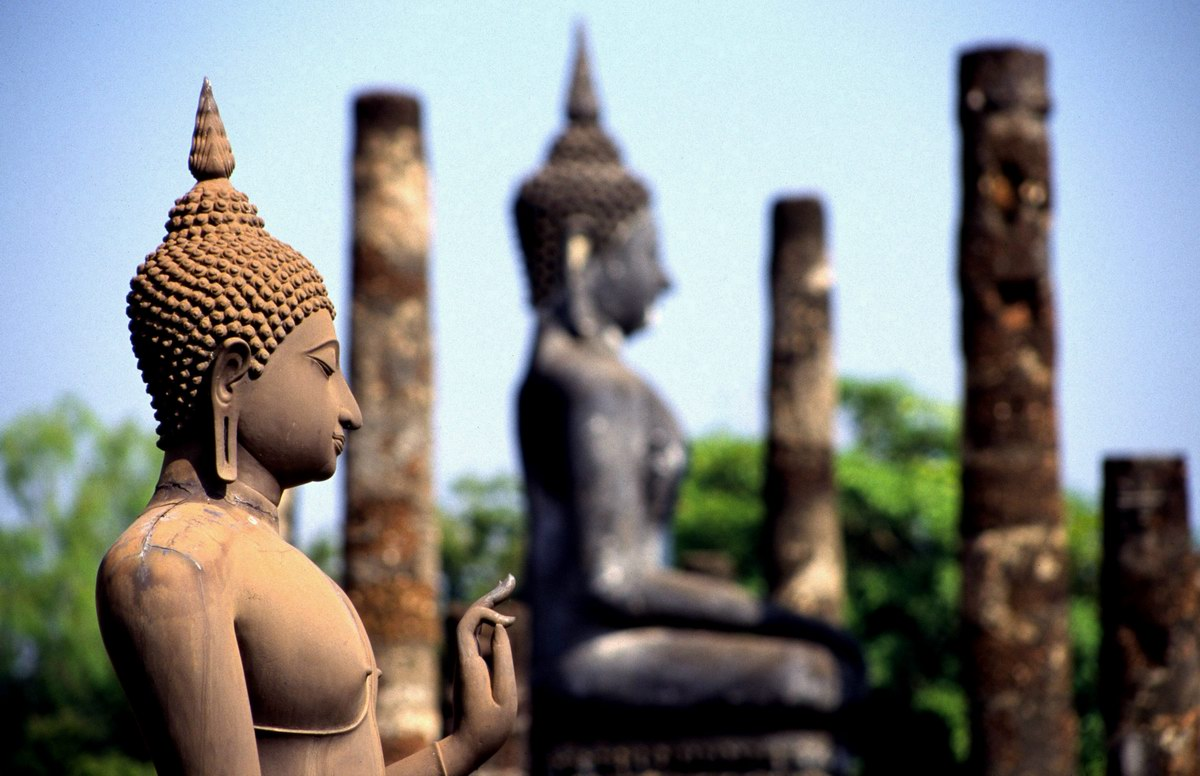
在瑪哈泰寺-素可泰歷史公園的佛像

素可泰城原為吉蔑人（高棉人）管轄範圍，在非信史年代，傳說素可泰的開國君主是神話英雄帕巒王（King Phra Ruang），他是那伽女神與一位國王的孩子，具備大智慧及法力，深受百姓愛戴，1208年登基，開啟素可泰政權時代，但受歷史學家公認的說法是，1238年兩名泰人將領坤邦克覽滔及坤波孟成功獨立，建立素可泰王國，坤邦克覽滔被擁立為室利膺陀羅鐵，成為首任泰王:82-83。
雖然同期多個泰國王國相繼成立，但素可泰仍被視為泰國首個王國，是對泰國文化有著重要影響，見證了泰人向昭拍耶河流域的擴散及佛教成為重要國教的發展。今日不少泰國繪畫、雕刻、建築仍存有昔日素可泰的影子。素可泰王國中，第三任泰王蘭甘亨有著崇高威望，1278年登基後，被視為素可泰的黃金時代，期間有古跡載有泰文:84-86。
1365年至1378年，素可泰成為阿瑜陀耶王國（大城王國）的藩屬國；直至1438年，素可泰最後一名君王逝世後，王國所管轄的領土被收歸為阿瑜陀耶王國的行政省。　

### 阿瑜陀耶王国

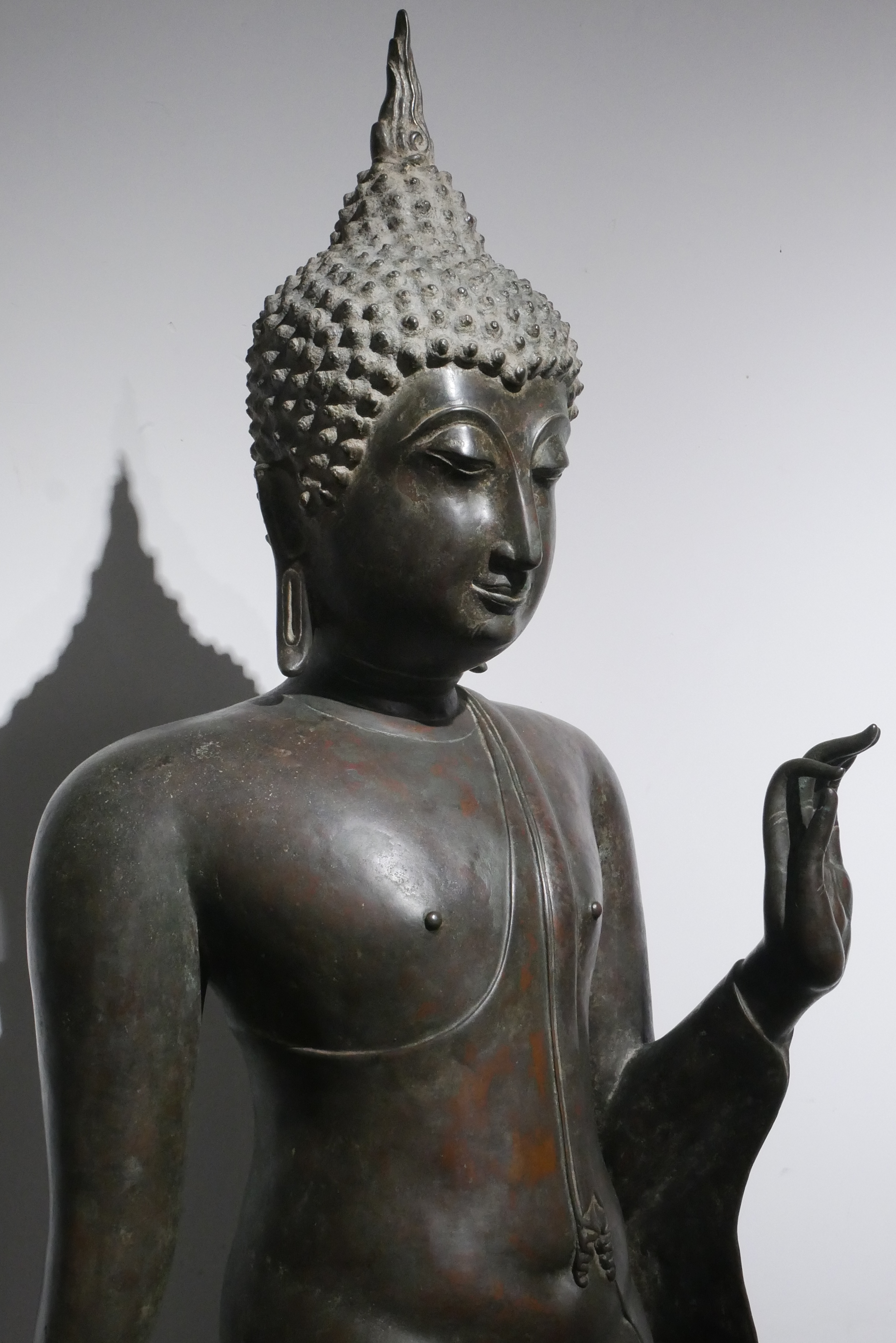
行走的佛陀像（15世紀）

阿瑜陀耶王國由拉瑪鐵菩提王於1351年所創立。拉瑪鐵菩提王本名烏通（U Thong）。阿瑜陀耶王國結合了傣族的軍力，孟族與高棉族的行政，以及華人的商業。阿瑜陀耶王國建立時，北方已有傣族所建立的素可泰王國。阿瑜陀耶王國依靠素可泰王國所墊下之基礎，但是後來居上，15世紀時阿瑜陀耶王國併吞了素可泰王國，與位於泰國更北方的蘭納王國相鄰:86-87。15世紀中葉，白象王建立更完整的行政與法律制度。阿瑜陀耶王國以制度、稻米耕作以及對中國的貿易維持強盛。阿瑜陀耶王國與中國關係良好。从阿瑜陀耶开国以来，经常与缅甸发生冲突，1548-1549年，第一次大战，缅甸王德彬瑞蒂与阿瑜陀耶王國开战，结果失败。第二次大战在1563年，缅甸王勃印曩与阿瑜陀耶王摩訶·查克臘帕交戰，此次大战叫“白象战争”，战争结果摩诃·查克腊帕认输，阿瑜陀耶王国损失惨重，也送贡品给勃印曩一对白象。第三次在1568年，阿瑜陀耶王瑪欣他拉提拉与彭世洛王摩诃·昙摩罗阇发生内讧，勃印曩抓这个机会与阿瑜陀耶王国开展战争，结果被併吞，但在1581年訕佩二世国王宣布阿瑜陀耶王国獨立。
在17至18世紀時是東南亞強國，與歐洲國家通商。那莱王在位期间，阿瑜陀耶王朝在外交方面有很大发展。此时代是英国、法国的重商主义时代。因而英国人频繁到访暹罗。那莱王给他们自由贸易的许可。另一方面，那莱王让他们成为皇家船只，与亚洲各国贸易。在此期间，罗马教皇历山七世及法国国王路易十四的英国人传教士使团来访。这些传教士们在教育和医疗方面对阿瑜陀耶王朝作出贡献。
1767年阿瑜陀耶王國被緬甸貢榜王朝所滅。

### 吞武里王国
1767年，緬甸貢榜王朝侵略暹羅，滅阿瑜陀耶王国。達信在東南沿海一帶組織了一支軍隊，反抗緬甸的統治。不久，清缅战争爆发，缅甸在阿瑜陀耶的大部分驻军被迫回国抵抗清军，郑昭趁机收復了阿瑜陀耶。然而，阿瑜陀耶因戰爭殘破不堪，達信沒有將都城定在那裡，而是建立在了吞武里。
達信在位期間消滅了各地割據勢力，又擊退緬甸的再次進攻，收復了清邁等地。他還征服了兰纳、万象、瑯勃拉邦、占巴塞，并同大越的阮主争夺柬埔寨。

### 拉達那哥欣王國

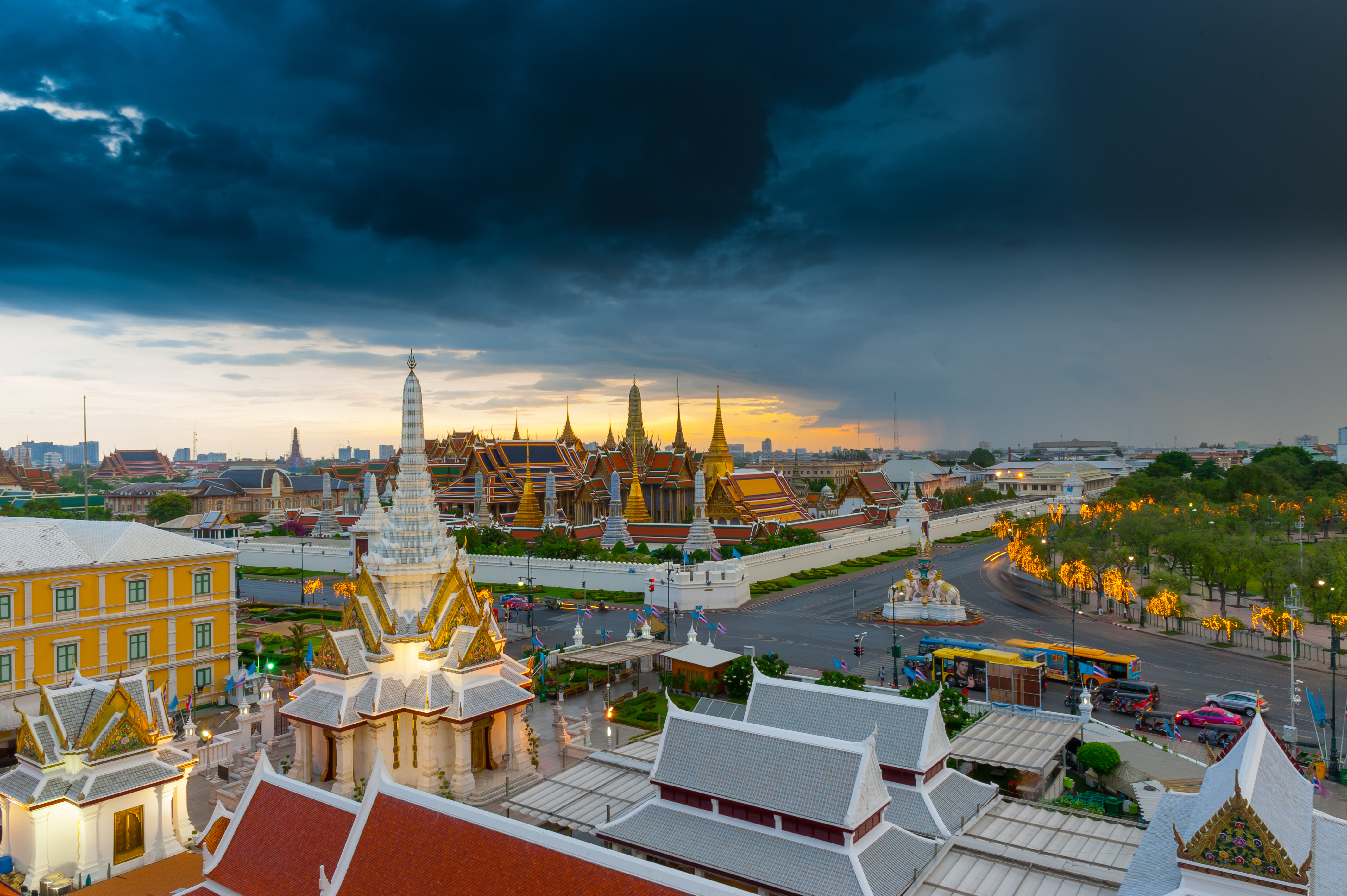
玉佛寺，拉达那哥欣时期的建筑

后来拉玛一世夺取政权，建都曼谷，史称扎克里王朝（曼谷王朝）。他还召集了阿瑜陀耶王朝的末裔，收集自缅甸入侵以来丧失的拉玛坚等史诗。又兴建玉佛寺等许多寺院。

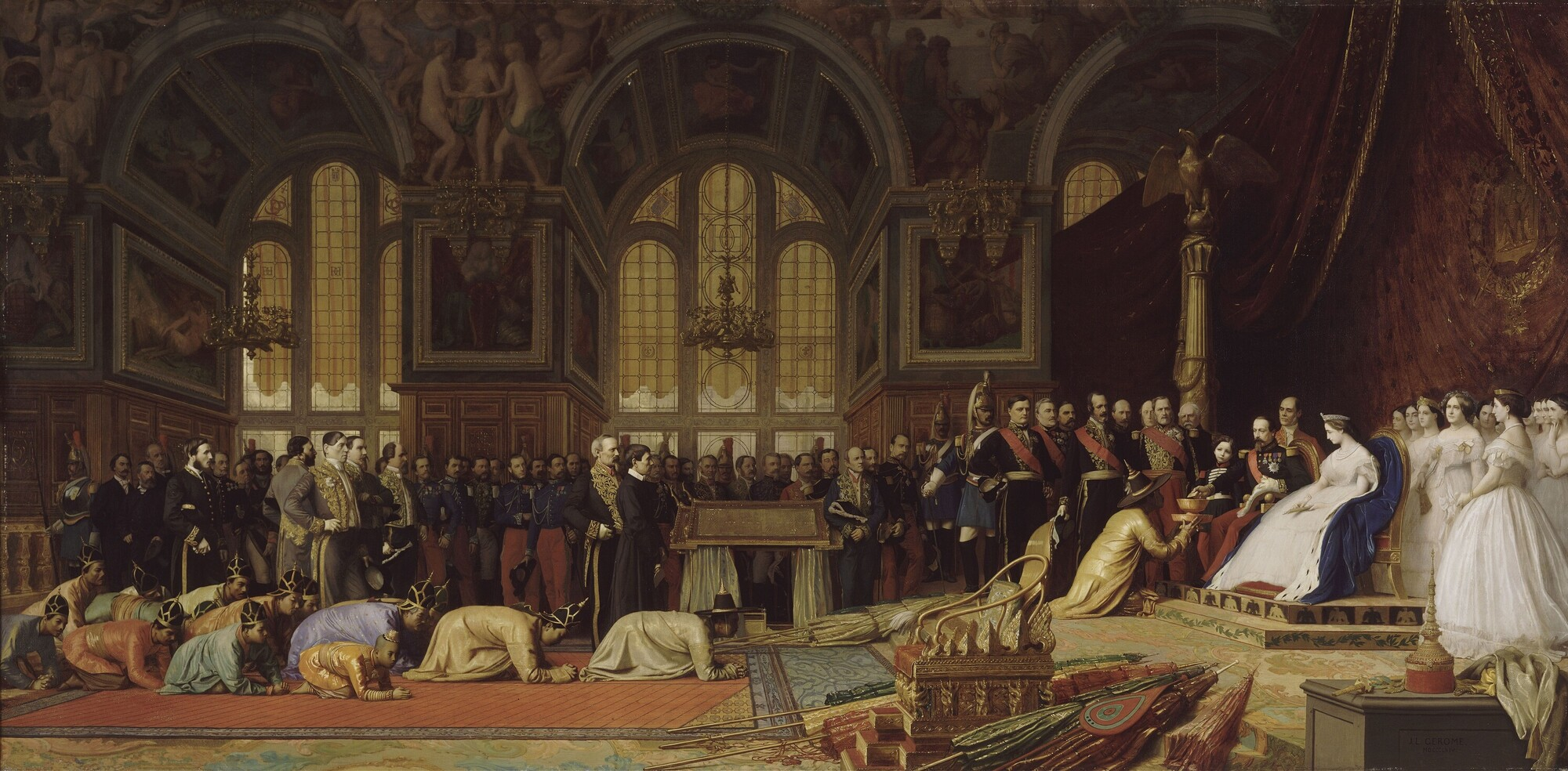
1864年 拿破仑三世在枫丹白露宫接見暹罗使者

曼谷王朝的拉瑪四世（1851年至1868年在位）開始國家開放政策，至五世王朱拉隆功（又稱拉玛五世，1868年至1910年在位）借鑒西方國家經驗，進行一系列改革以因應對殖民國家施加的壓力。他廢奴隸制，建設新式交通建設，新式學校與派遣學生留學歐美。
直至19世紀末英法兩國已分別在暹羅東西兩邊建立英屬印度和法屬印度支那殖民地。1896年英法簽訂《關於暹羅等地的宣言》，將暹羅列為兩個殖民地之間的「緩衝國」；其後英法於1904年劃定勢力範圍：昭披耶河以東為法國勢力範圍，以西為英國勢力範圍。雖然暹羅沒有成為列強殖民地，但仍受英法諸多壓制。

### 近代
1932年6月，在一次不流血革命後，暹羅成為君主立憲制國家。

#### 第二次世界大戰
第二次世界大戰軍人首相鑾披汶·頌堪的法西斯政府親大日本帝國，1940年頌堪趁法國戰敗發動第二次泰法戰爭、日本亦入侵印度支那，最終由日本調停，暹羅從維希法國殖民政府獲得了馬德望、暹粒、沙耶武里等地。1941年12月7日，日本發動太平洋戰爭，日本和暹羅簽訂《日泰攻守同盟条約》，泰國加入軸心國，亦成為日本唯一在亞洲的盟友。1942年1月25日泰國宣佈向英美宣戰，日本曾將部份在緬甸撣邦東部部分地區和馬來亞半島北部包括登嘉樓、玻璃市等地割讓給暹羅。1944年7月反日的自由泰人政變推翻了鑾披汶·頌堪。1945年8月15日日本投降，暹羅隨即在翌日宣佈「暹羅1942年1月25日對英美宣戰宣言無效」，暹羅的「宣戰無效」宣言被同盟國承認，軍人總理鑾披汶·頌堪亦作為戰犯被逮捕，但最後被美國釋放。1949年改名泰國。第二次世界大戰後泰國成為美國在東南亞的主要軍事盟國。在東南亞地區，泰國亦是一個舉足輕重的國家；首都曼谷是該區域中國際化程度很高的大都會區。另外，泰國是東協始創國之一，亦在東南亞區內事務有積極的參與。
二戰後的泰國長期實行軍政府獨裁統治，鑾披汶·頌堪（在二戰後的1948年再次上台）、沙立·他那叻、他儂·吉滴卡宗、江萨·差瑪南及炳·廷素拉暖等先後掌權。1991年泰國軍事政變，軍方推翻差猜·春哈旺、憲法和國会。其後泰國人民上街遊行，抗議軍方統治。軍方血腥鎮壓，迫使泰王介入。總理蘇欽達和示威人士領袖雙雙跪在泰王面前，承諾平息風波，示威始告结束，選舉和憲法也得到恢复，泰國開始民主化。泰國民主黨的川·立派成為總理。1998年7月14日，他信·西那瓦創建泰愛泰黨，並任黨主席。不到五年期間，泰愛泰黨合併幾個小黨，形成一黨獨大的局面。

### 二十一世紀

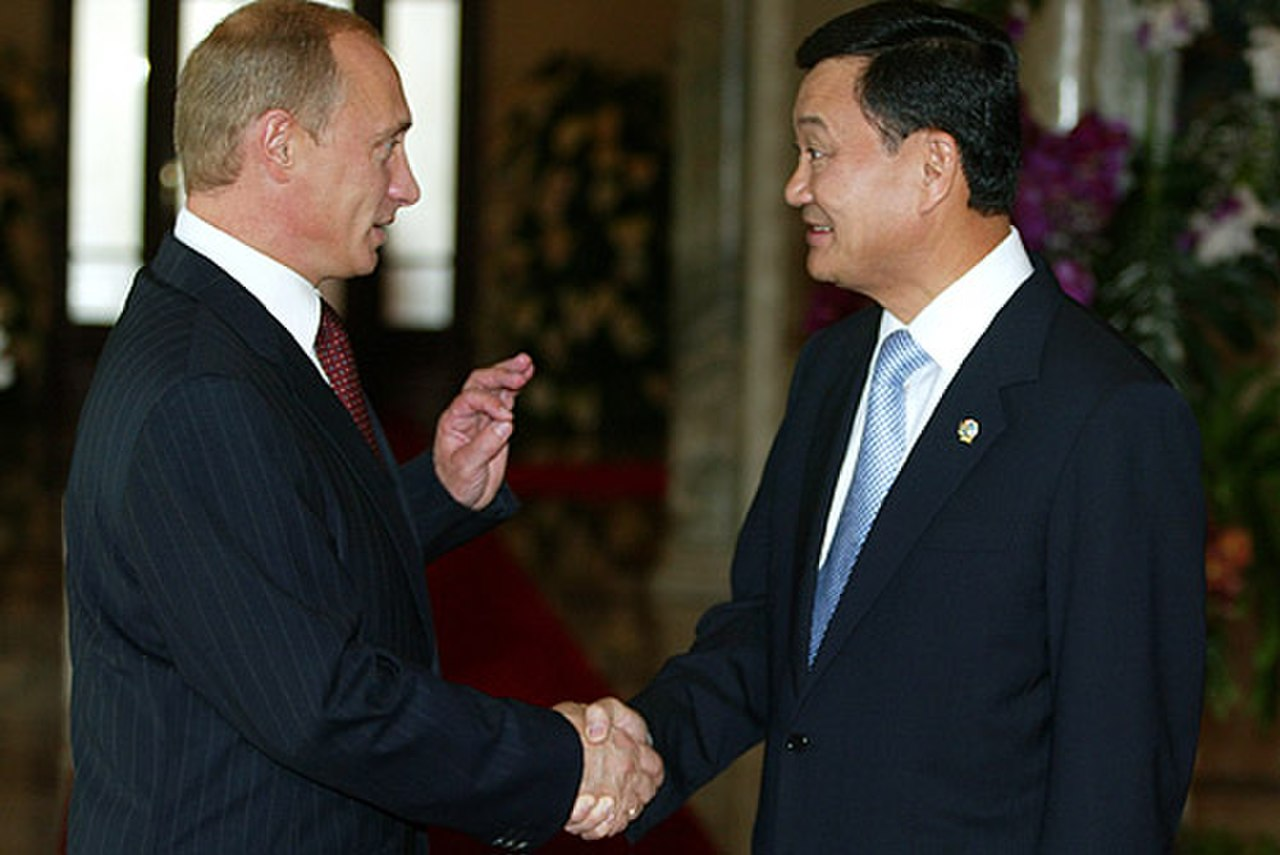
俄羅斯總統弗拉基米尔·普京与泰国总理達新·欽那瓦在APEC 2003峰会會面

2001年2月的大選，他信·西那瓦以壓倒性優勢當選總理，泰愛泰黨在國會下議院500席中取得248席，擊敗民主黨，成為單一大黨，他成為泰國第23任總理。2005年2月的大選，泰愛泰黨贏得500個議會席位中的375席，取得壓倒性勝利，他信成為泰國歷史上第一位任滿4年，並成功連任的民選總理。
2006年4月2日的議會選舉，遭到三大反對黨的聯合抵制，造成嚴重的政治危機。4月5日，看守內閣總理他信在內閣特別會議上指派副總理奇猜·萬那沙提暫時行使看守內閣總理職責。5月10日，泰國憲法法院裁定，泰國選舉委員會在組織4月2日國會下議院選舉中「有違法和違憲行為」，因此選舉結果無效，應重新舉行國會下議院選舉。而他信繼續出任看守總理。9月19日，泰國軍隊乘他信總理赴紐約參加聯合國大會之機發動政變，宣佈暫時廢除憲法。9月22日，陸軍司令頌提·汶雅叻格林出任管理改革委員會主席。10月1日，管理改革委員會頒布臨時憲法並立即生效，管理改革委員會更名為泰國國家安全委員會。10月9日，以素拉育·朱拉暖為臨時總理的臨時內閣宣誓就職。10月20日，臨時立法機構泰國國民立法大會成立。2007年8月19日，就新憲法草案舉行全民公決，獲得通過。其後獲他信支持的人民力量黨在2007年泰國國會選舉中勝出。

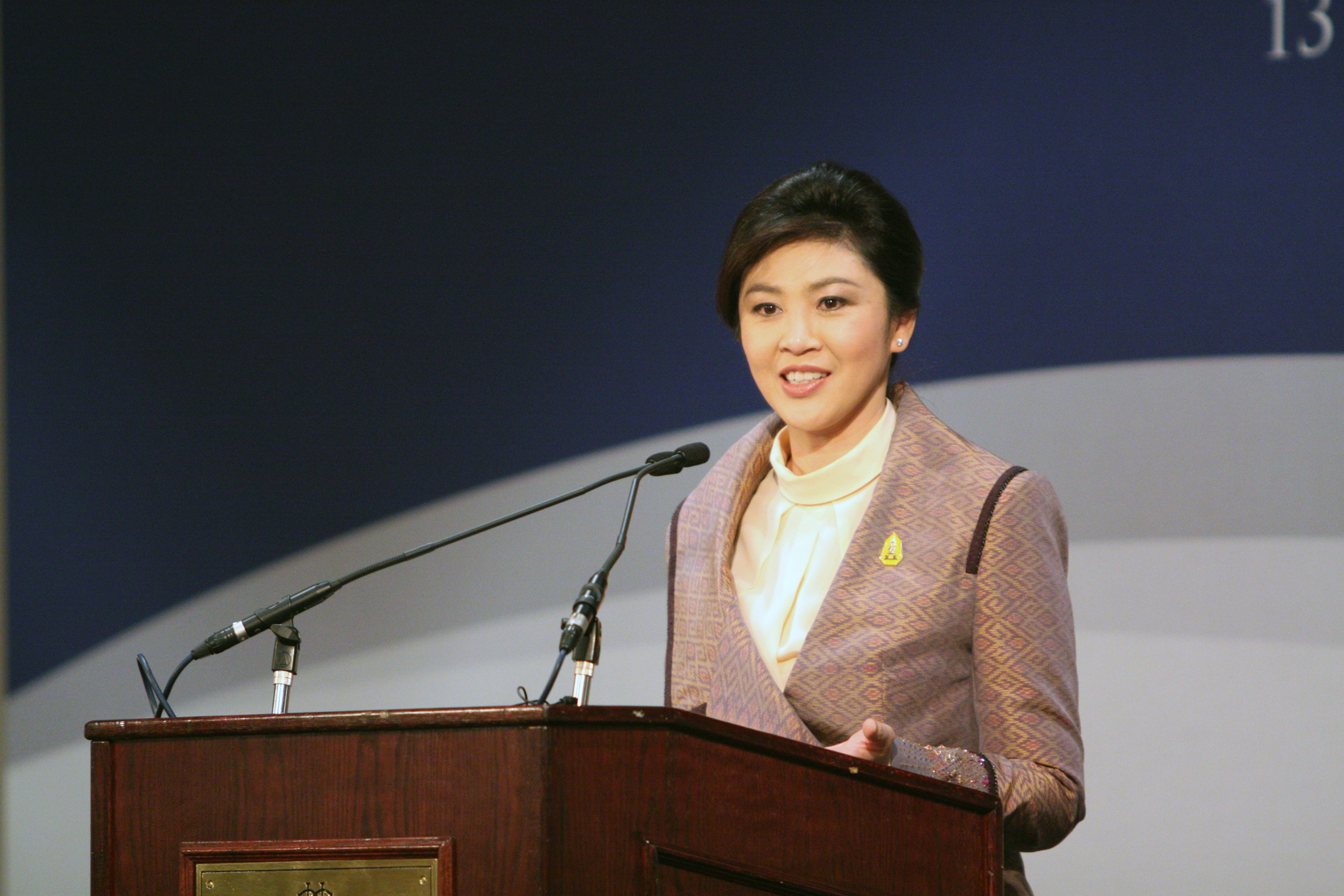
英叻·钦那瓦是泰国首位担任总理的女性

2011年7月3日，獲他信支持的為泰黨在大選中勝出，再次上臺執政。2014年5月7日，泰國總理英叻·欽那瓦因違法濫權調動國家安全委員會秘書長，泰國憲法法庭宣判，看守總理盈拉需即時下臺。
2013年泰國反政府抗議活動泰國在野黨民主黨（Democrat Party）10月30日宣布，31日將在曼谷的訕甚（Sam Sen）鐵路一帶發動反特赦案集會。抗議人士認為，特赦案目的是要替因貪污遭定罪的前總理他信·西那瓦漂白，讓他能夠結束自我流亡，返回泰國。11月11日參議院以壓倒性票數駁回特赦法案，但示威人潮並未減退。同年12月9日，總理英祿·西那瓦宣布解散國會，提前於2014年2月2日舉行大選，但反對派不買帳，繼續示威抗議，要求英祿·西那瓦下台，組成人民議會。
2014年5月20日，泰國軍方宣布實施戒嚴法。泰國陸軍總司令巴育宣布接掌政權，巴育與資深軍方官員一同在全國轉播的節目上，宣布接掌政權，並稱此舉是為了恢復和平，這是泰國自1932年以來，軍方第12次發動政變。
2020年2月，泰国宪法法院判处未来前进党解散，引发大规模示威。10月15日，泰国政府宣布进入紧急状态。

## 地理

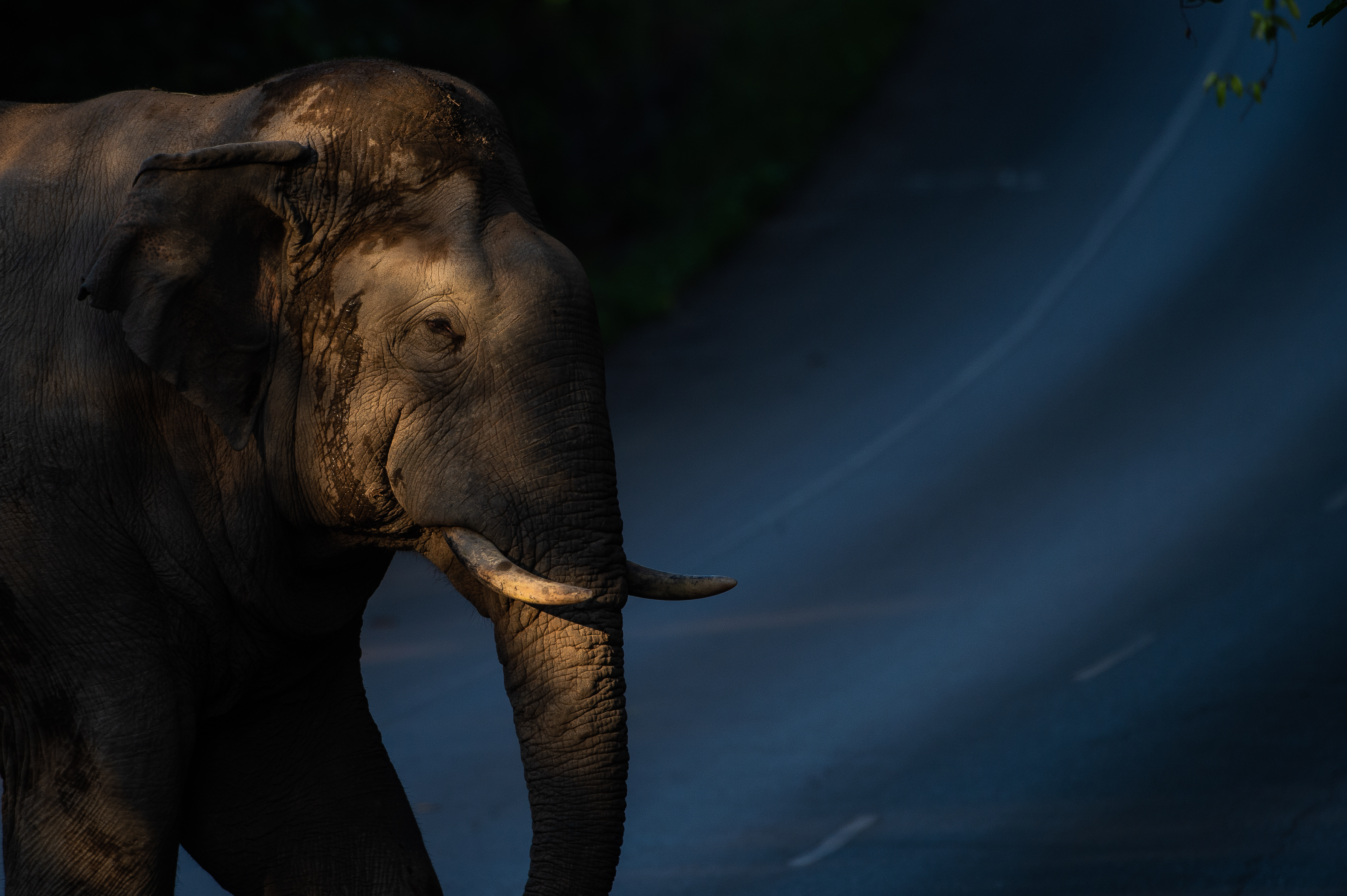
象

國境大部份為低緩的山地和高原。地形多变，可分為西、中、東、南四個部份。
泰國西部為山區，是喜瑪拉雅山脈的延伸他念他翁山脈為主的山地，一直由北向南走向。位於清邁府的因他暖山（海拔2,576公尺）是泰国的最高峰。
东北部是呵叻高原，这里夏季极干旱，雨季非常泥泞，不宜耕作。
中部是昭披耶河平原。由曼谷向北，地勢逐步緩升，昭披耶河沿岸土地豐饒，是泰國主要農產地。曼谷以南為暹羅灣紅樹林地域，漲潮時沒入水中，退潮後成為紅樹林沼澤地。
泰國南部是西部山脈的延續，山脈再向南形成馬來半島，最狹處稱為克拉地峽。
综上，泰国平均海拔为287米。
土地利用情况如下：

农业用地：41.2%（2018 年统计）
耕地：30.8%（2018 年统计）
永久性作物：8.8%（2018 年统计）
永久牧场：1.6%（2018 年统计）
森林：37.2%（2018 年统计）
其他：21.6%（2018 年统计）

另外，泰國的一般大眾習慣將國家的疆域比作大象的頭部，將北部視為「象冠」，東北地方代表「象耳」，暹羅灣代表「象口」，而南方的狹長地帶則代表了「象鼻」。

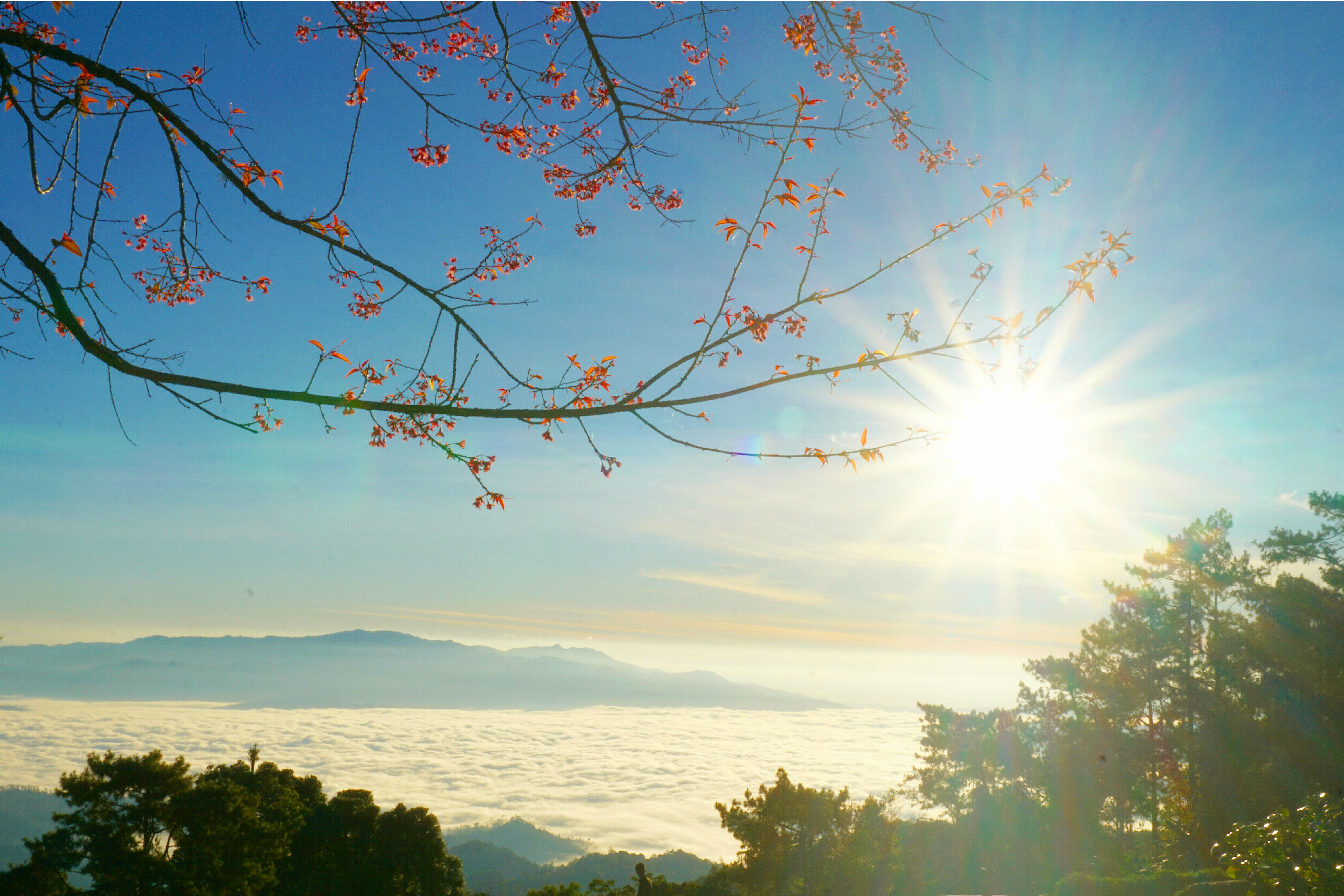
泰国北部。
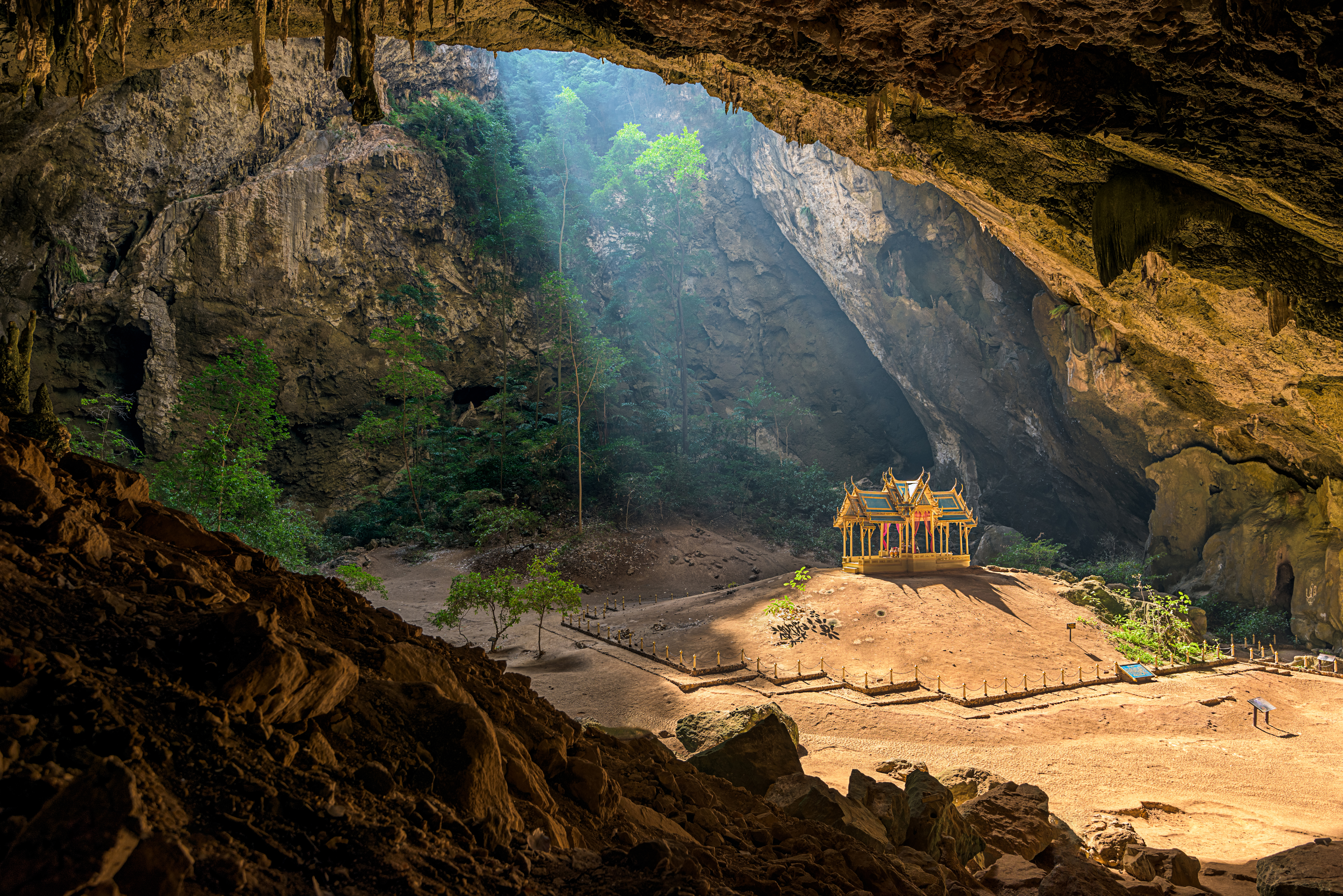
泰国西部。
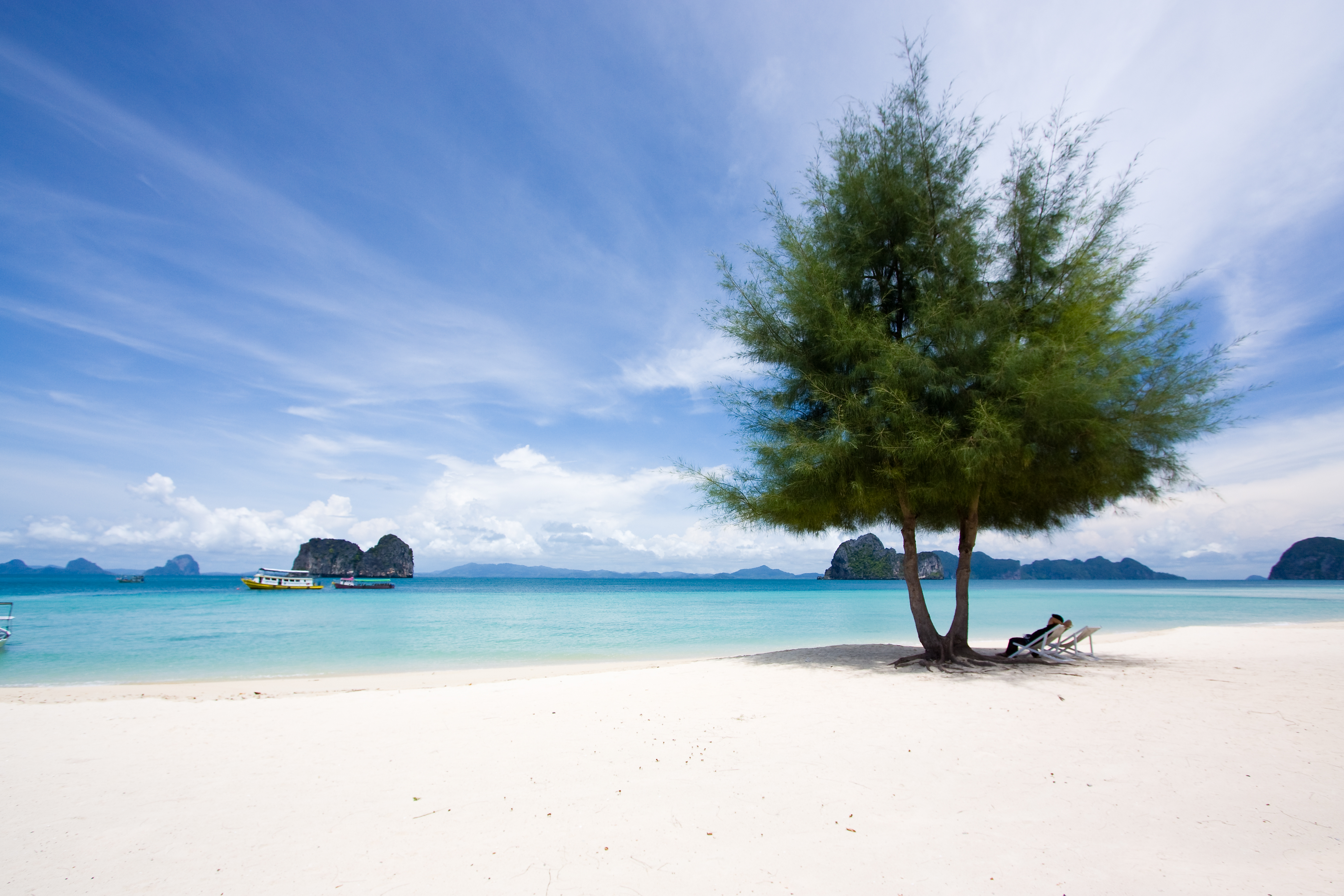
泰国南部。
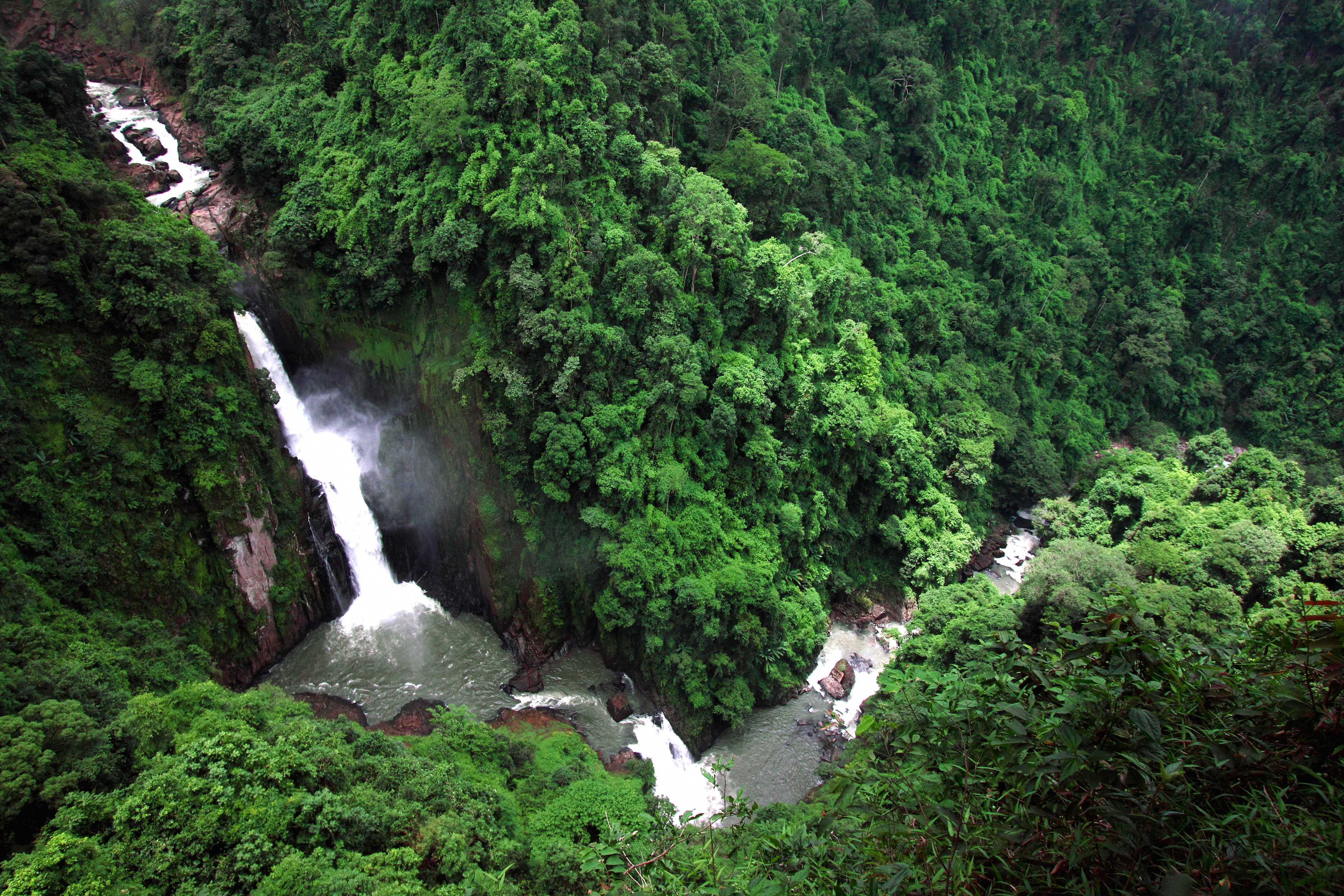
泰国东北。

### 氣候
泰国大部分地区属于热带莽原气候。常年温度不下攝氏18℃，平均年降水量約1,000毫米。11月至2月受較涼的東北季候風影響比較乾燥，3月到5月气温最高，可達攝氏40-42℃，7月至9月受西南季候風影響，是雨季。10月至12月偶有熱帶氣旋從南海經過中南半島吹襲泰國東部，但在暹羅灣形成的熱帶氣旋為數甚少且弱。

### 自然资源
锡、橡胶、天然气、钨、钽、木材、铅、鱼、石膏、褐煤、萤石

## 政治

已故泰國九世王普密蓬·阿杜德受到国民的敬仰

1932年，由军人和部分平民掀起的暹羅立憲革命终结了国王专制统治，泰国改行君主立宪制。自1932年泰国颁布首部宪法以来，泰国已经先后有20部宪法，其中1997年泰国宪法通常被称为“人民宪法”，被认为是参与其起草工作的公众参与程度以及其条款的民主性质的一个里程碑。但泰国的国王与日本天皇、英国君主等虚位君主不同，依现行憲法第八条，泰國君主是泰国皇家军队统帅。而泰国军队素有干政传统，自君主立宪制施行以来，泰国历史上多数的时候是军人掌权，并非由文人组织政府。
泰國法律對泰國君主極為尊敬，如對君主或王室成員有冒犯的言行，或以不當詞句形容、或疑似揶揄、調侃，將觸犯不敬罪，依据泰国刑法第112条，可判有期徒刑三年至十五年，這條罪名也不容質疑，凡是質疑「不敬罪」是否應該存在，或者不敬罪是否過於嚴厲，也觸犯不敬罪。美國駐泰國大使戴維斯（Glyn T. Davies）曾與外國記者提到，美國政府憂慮判處違反「不敬罪」者，處以「空前且漫長」的監禁。結果泰國警方發表聲明，表示戴維斯憂慮「不敬罪」的言論，也涉嫌「不敬罪」，已經展開調查。
泰国的政府首脑是總理（正式名称为“首席国务大臣”），一般由泰国国会联合政府（多数党派领袖）出任，再請国王指定。

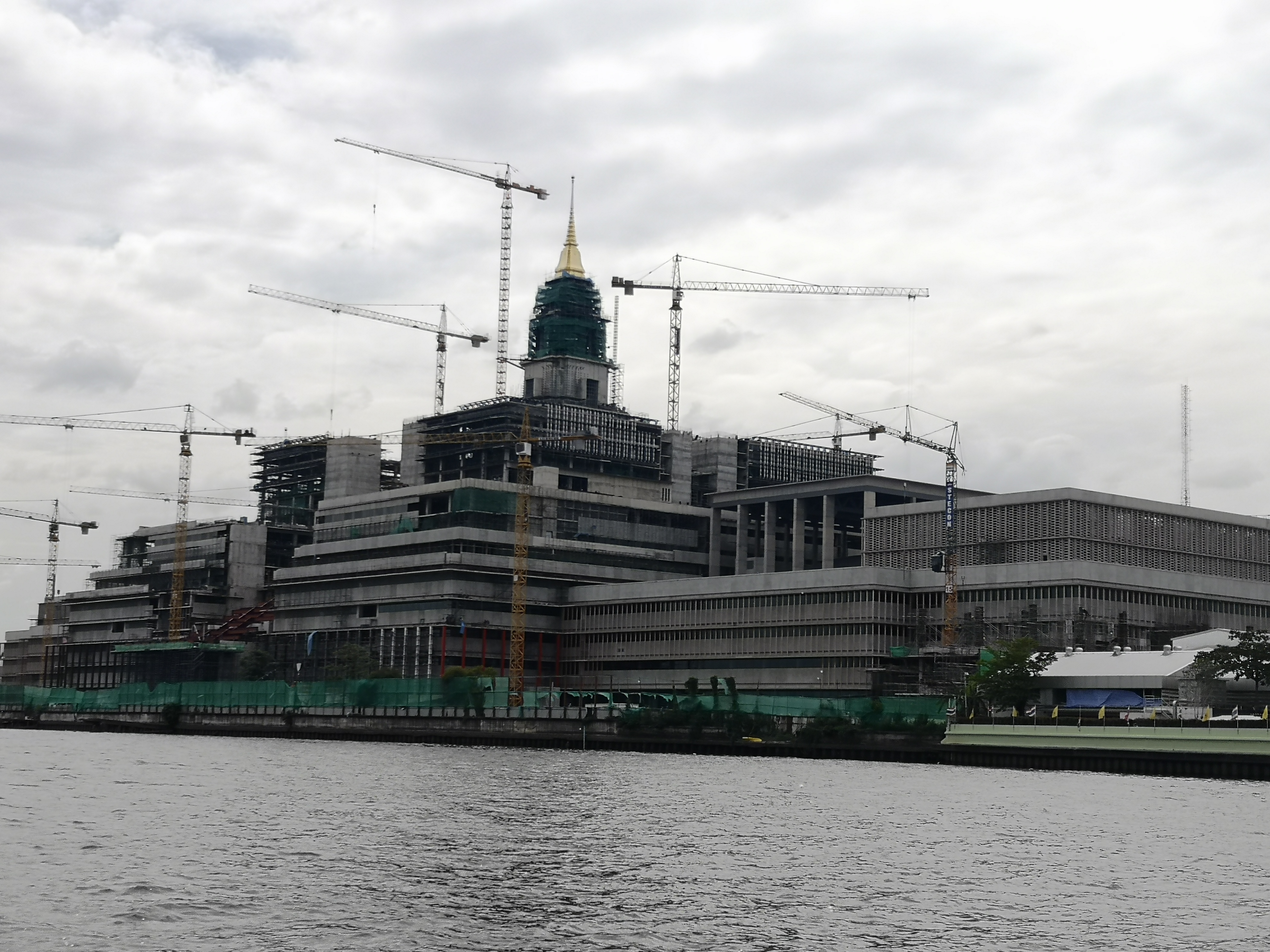
泰国国会

泰国国会由两院组成：根据2017年宪法修正案，众议院有500席，其中350席通过普选产生，另外150席按比例代表制从各党派中选出。参议院有250席，全由軍方指定。众议员任期四年，参议员任期六年。最高司法机关是大理院，其成员先由政府機關內部選任，後由国王指定。
2006年9月19日，由頌提·汶雅叻格林将军领导的军队趁塔克辛總理赴紐約參加聯合國大會之機發動政變，宣佈暫時停止憲法，解散内阁及禁止一切政党活动。荷枪实弹的军人及坦克进驻首都曼谷，军方控制电视台等战略地点，全国进入军事戒严状态，頌提任代總理。
2008年9月9日，泰国總理沙麥·順達衛違反憲法遭解除職位，9月17日，下議院選出前法官頌猜為總理，但頌猜於12月2日被裁定選舉舞弊而被迫下台。
據報導，泰國的政變有時或與王室及支持王室的勢力有關；國王為保持平衡，指示政爭須有限度。2008年的政治危機中，穿著黃衫、包圍機場的人被指為王室支持者；運動起源於國王懼怕他信進一步擴張影響力。總理頌猜代表民選政府命令警察進入機場驅逐黃衫人，但軍警都只忠於國王而不願行動。

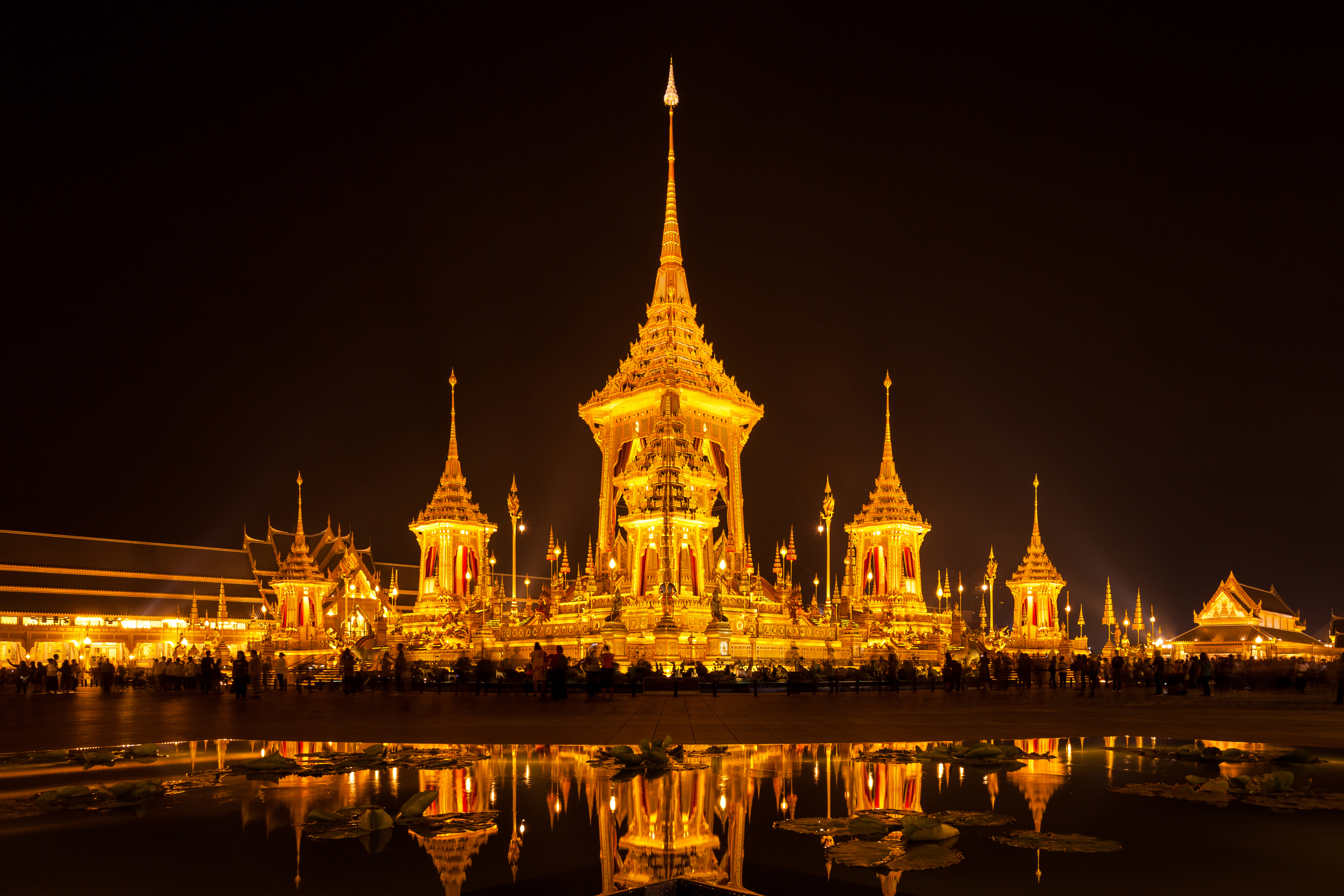
拉玛九世国王的皇家火葬场

政变后，泰国通过2007年宪法，规定由军队控制的选举委员会指定参议院160席中的84席，其余议席中的绝大部分也由各地的选举委员会指定；并且通过法院限制原泰愛泰黨议员参选而控制住众议院，进而控制政府官员的选择。由于军队是忠于泰国王室，因此，通过政变，泰国王室重新控制及主導泰国的军政大权。
2013年泰國反政府抗議活動泰國在野黨民主黨（Democrat Party）10月30日宣布，31日將在曼谷的訕甚（Sam Sen）鐵路一帶發動反特赦案集會。抗議人士認為，特赦案目的是要替因貪汙遭定罪的前總理塔克辛·欽那瓦漂白，讓他能夠結束自我流亡，返回泰國。11月11日參議院以壓倒性票數駁回特赦法案，但示威人潮並未減退。同年12月9日，總理英叻·钦那瓦宣布解散國會，提前於2014年2月2日舉行大選，但反對派不買帳，繼續示威抗議，要求英叻·钦那瓦下台，組成人民議會。
2014年5月20日，泰國軍方宣布實施戒嚴法。5月22日泰国爆发军事政变，陸軍總司令帕拉育宣布接掌政權，帕拉育與資深軍方官員一同在全國轉播的節目上，宣布接掌政權，並稱此舉是為了恢復和平，這是泰國自1932年以來，軍方第12次發動政變。
2020年2月，泰国宪法法院裁定备受年轻人欢迎的未来前进党党魁塔纳通向该党贷款违法，判处未来前进党解散，禁止该组织的11名主要成员参政10年。随后在泰国各地爆发了数起示威抗议。2020年10月15日，泰国宣布进入紧急状态。

## 行政區劃
泰国全國共有77個一級行政區，其中包括76個「府」（จังหวัด，changwat）與直轄市的首都——曼谷。這77個行政區一般被劃分為5個主要地區，包括北部、東北部、東部、中部與南部地區，每個府都是以其首府（เมือง，Mueang）作為該府的命名。在府底下，又有更小的次級行政區劃，稱為「縣或郡」（อำเภอ，Amphoe）與「次區」（กิ่งอำเภอ，King Amphoe），根據2000年時的統計，泰國全國共有795個縣與81個次區。至於首都曼谷的次級行政區則與各府的次級行政區在命名上有點出入，稱為「เขต」（Khet），總數達50個。

## 經濟
一般認為泰國經濟體是新興市場及新興工業化國家。泰國2013年依照購買力平價標準的（PPP）達到6,730億美金，在東南亞國家是僅次於印尼的第二大經濟體。依照人均國內生產總值泰國在東南亞國家排名在新加坡、汶萊與馬來西亞之後位居中間為第四名。
對於寮國、緬甸與柬埔寨周邊鄰國來說泰國是該區域的經濟體系中心，依據國家經濟與社會發展委員會泰國在2014年第三季失業率約0.84%。

### 近期經濟歷史

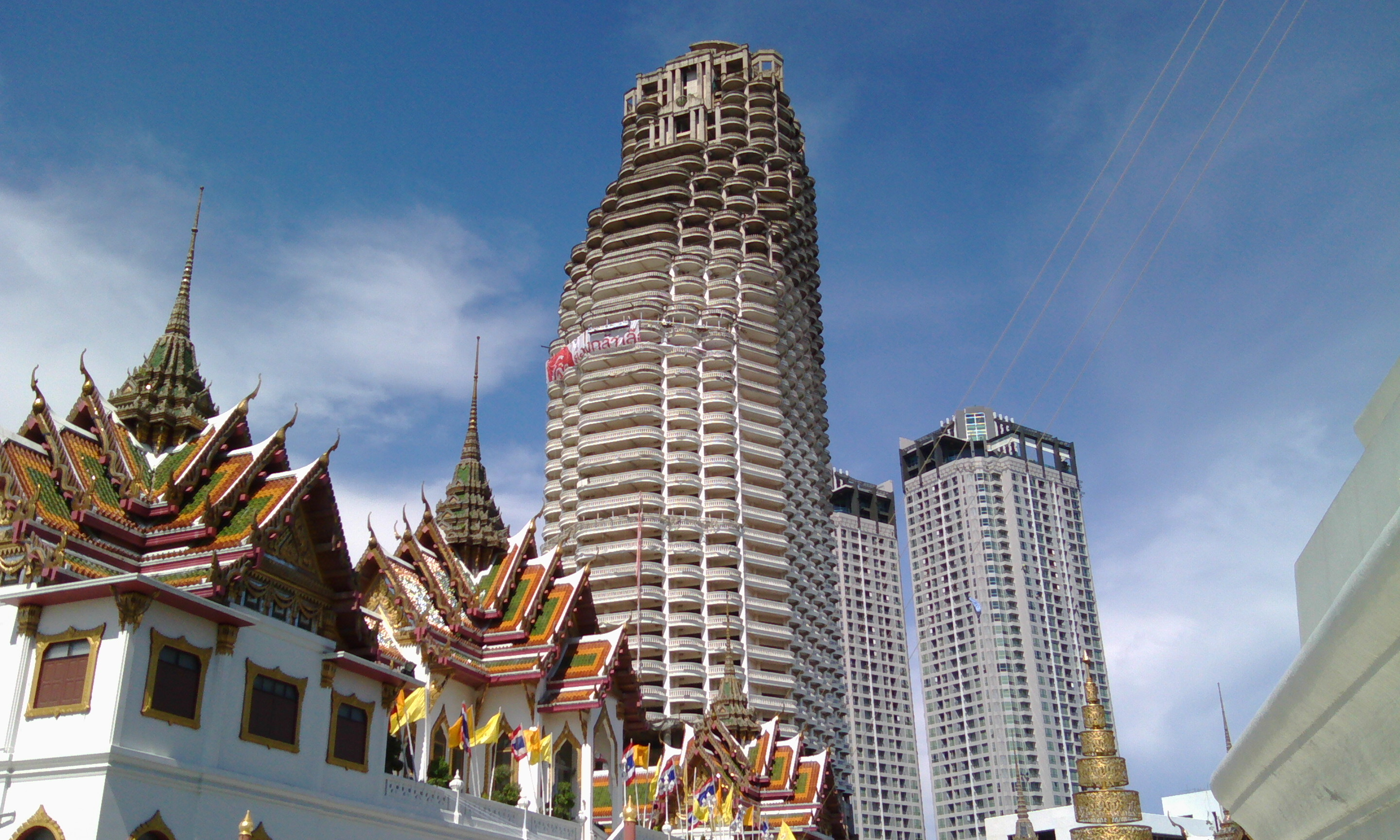
沙吞獨特大樓, 未完工的废弃建筑受到1997年亚洲金融危机的影响

1985年至1995年间泰国的经济发展是世界上最快的。1997年泰国的货币危机引发了亚洲经济危机，泰銖对美元的比值从26：1降到56：1。1998年国民经济下降了10%。
1999年开始泰国经济开始得到恢复。其主要动力是出口及旅遊業。
據世界銀行最新的經濟體排名（2016年）顯示，其人均國民收入總值約為5894美元，屬中收入國家。貧富差距問題嚴重，而且泰國近年來常常政變，現今泰國在發展經濟同時，亦要面臨如何遏止政變發生的問題。

### 農業

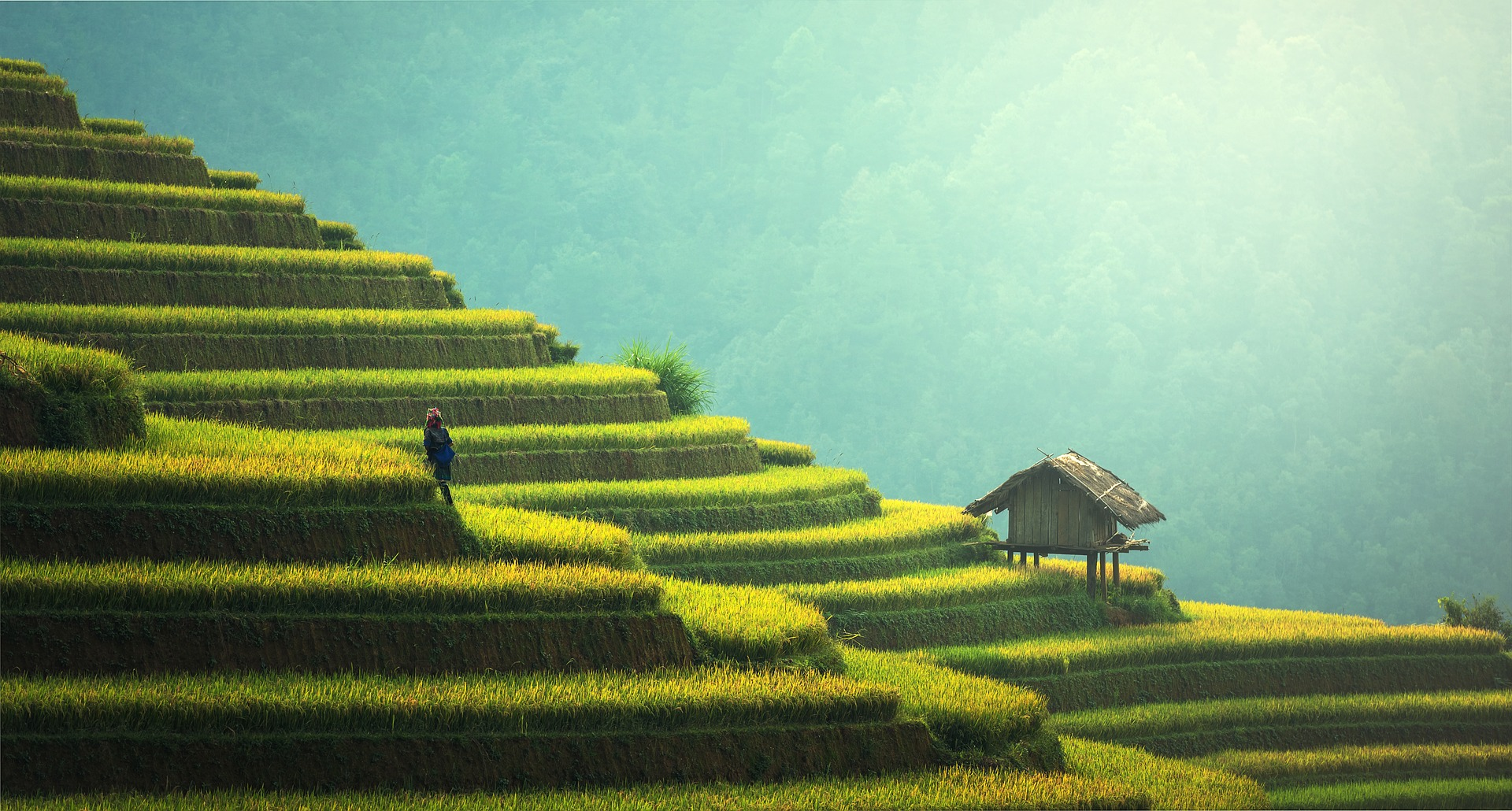
泰国是世界上最大的稻米出口国

作為世界稻米市場的其中一個主要出口國，水稻是泰國最重要的農作物，其他主要農產品有魚類、木薯、橡膠、穀物和蔗糖。而加工食品如罐裝金槍魚、菠蘿和冷凍蝦的出口量也在上升。該國北部是黑象牙咖啡（Black Ivory coffee）出產地。
農業發展使失業率自1960年代超過60％下降到21世紀初不足10％。在同一時期，食品價格減半，受飢餓影響的家庭從1988年的255萬個下降至2007年的41.8萬個，兒童營養不良的比例從1987年17％大幅降低到2006年7％。這歸功於（一）政府在確保基建投資、教育和信貸獲取方面採取積極措施和（二）農務企業推行奏效的政策，幫助泰國轉型至工業化經濟。

### 工業及製造業

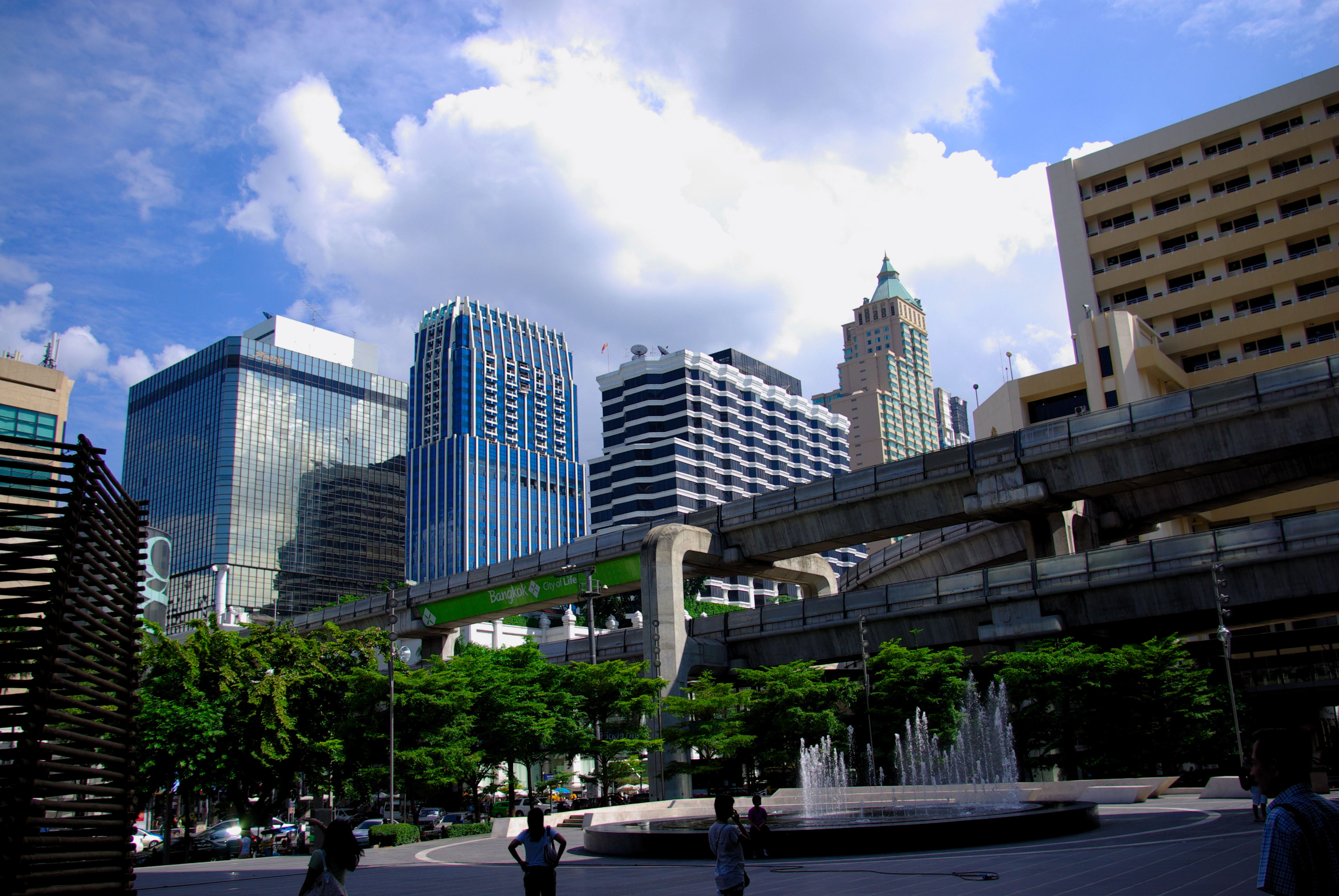
BTS在中央世界面前的发散路线

2007年，工業佔國內生產總值的43.9%，但只僱用勞動人口的14%。工業在1995至2005年間平均每年增長3.4%。製造業是最重要的工業類別，2004年佔國內生產總值的34.5%。
泰國成為東南亞國家聯盟市場的汽車製造中心。2004年汽車產量達到93萬台，超過2001年兩倍之多。豐田和福特是在泰國活躍的汽車製造商。汽車業擴張導致本地鋼鐵生產蓬勃。泰國的電子產業面對馬來西亞和新加坡的競爭，而紡織業面對中國和越南的競爭。

### 旅遊业
旅遊業對泰國經濟有顯著的貢獻，該行業受惠於泰銖貶值和國家穩定。2002年入境旅客1,090萬人次，較2001年1,010萬人次增長7.3％。泰國的旅遊業比重高於其他亞洲國家，通常佔國內生產總值6%左右，遊客前往該國的主要原因是海灘娛樂。雖然南部持續叛亂，但曼谷的遊客在過去數年大幅增加。
泰銖相對其他貨幣轉強，但來自亞洲其他國家的旅客對經濟作出貢獻。2007年，前往泰國的遊客人次有1,400萬左右。雖然賣淫在泰國是非法行為，但色情行業是該國旅遊業的一部分。
緩解貨幣危機、泰國經濟再度增長、2008年－2009年泰國政治危機後內部政治局勢相對穩定、2009年H1N1流感大流行改變旅遊業前景。該國的外國旅客在2009年首六個月減少16%，但之後外國旅客的人數明顯增加。2009年旅客人數估計接近1,400萬名，較2008年下跌4%。
关于“人妖”表演，據非官方的統計，泰國約有2%的男性透過人為的方式男變女，數量大約有 70 萬人左右，但一般相信實際數字可能更高。

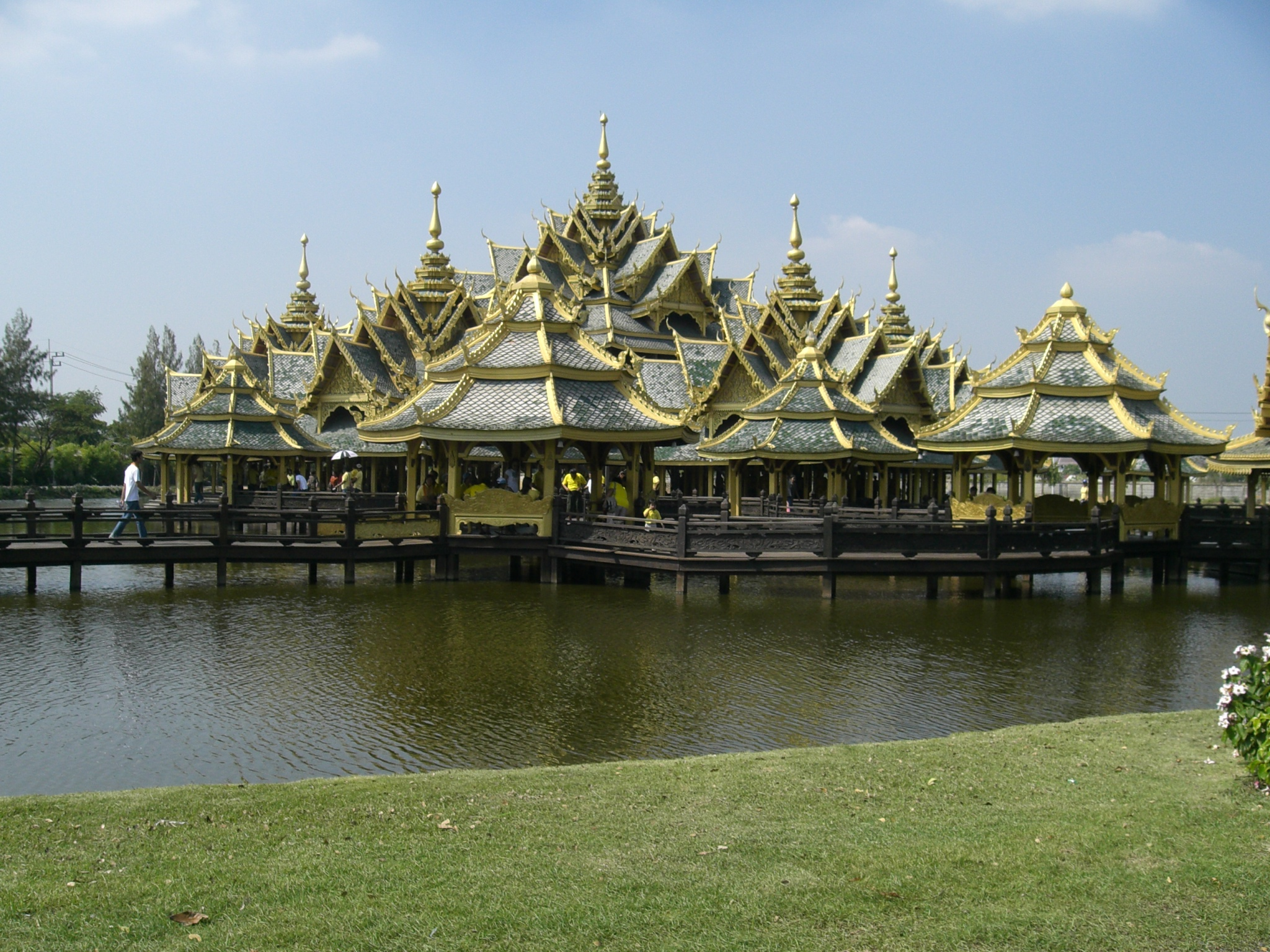
暹羅古城

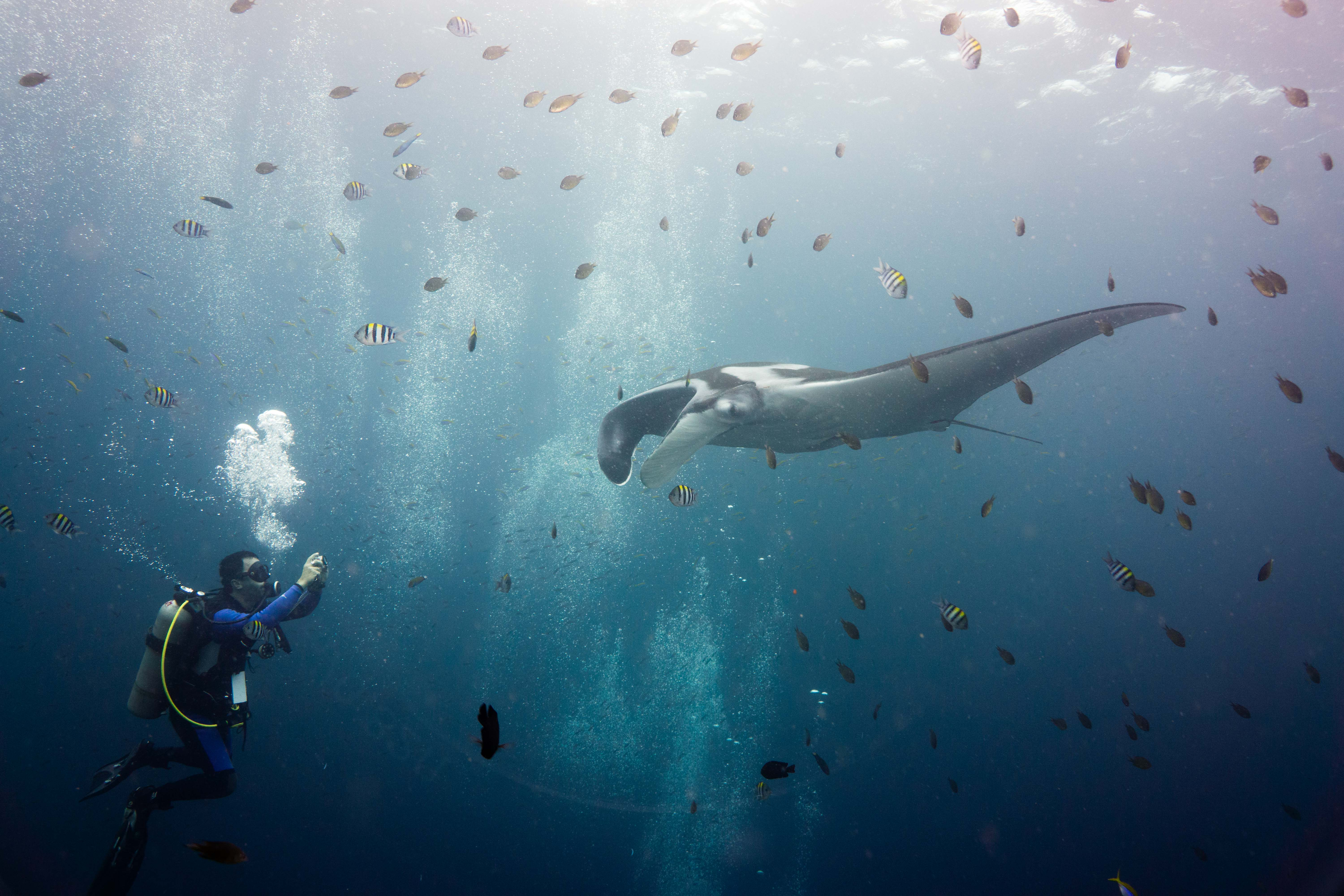
潜水游客，安达曼海

著名的旅遊景點：
- 曼谷
  - 四面佛
  - 暹羅古城
- 沙沒頌堪府
  - 丹嫩莎朵水上市場
  - 美功鐵道市場
- 南部沙灘度假區
  - 烏打拋
  - 芭達雅
  - 華欣
  - 普吉島

- - 蘇梅島
  - 沙美島
  - 帕岸島
- 中北部地區
  - 清邁
  - 清萊——金三角地區

#### 世界遺產

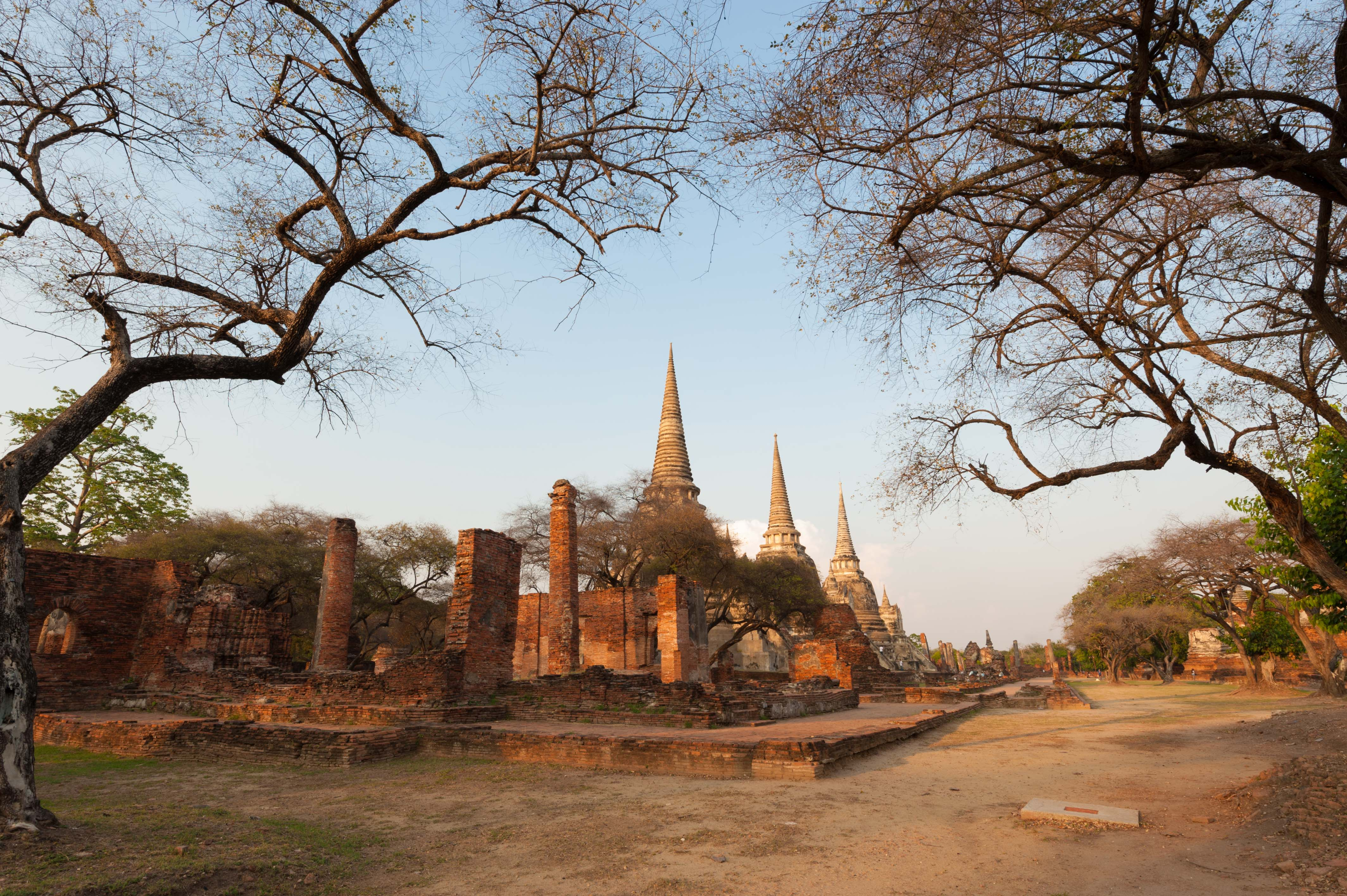
阿瑜陀耶歷史城市

泰國有5處世界遺產，當中包括3項文化遺產，2項自然遺產。
- 素可泰歷史城鎮和相關歷史城鎮（文化遺產，1991年）
- 阿瑜陀耶歷史城市（文化遺產，1991年）
- 通艾—會卡肯野生生物禁獵區（自然遺產，1991年）
- 班清考古地點（文化遺產，1992年）
- 棟巴耶延—考愛森林綜合體（自然遺產，2005年）

另外泰國和柬埔寨的邊界的柏威夏寺亦是世界遺產，其所有权处于雙方爭議中。

## 人口

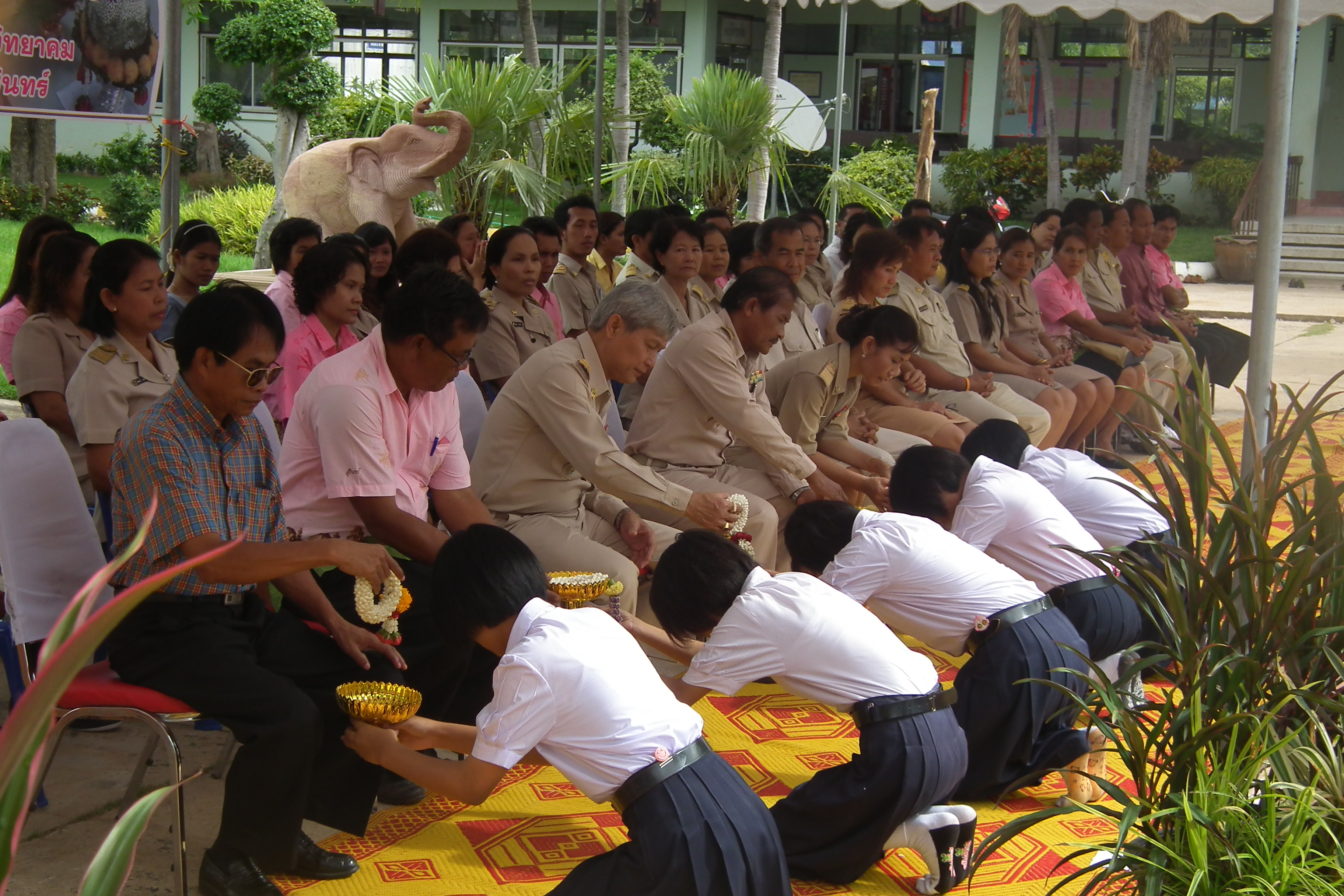
泰国青少年对长者或老师表示敬意

泰國全國共有20多個民族，有將近7,000萬人口，泰族為主要民族，佔人口總數的75％。大约有14%的泰国人口是华裔，其中相當一部份來自中华人民共和国广东省潮汕地區。馬來族是另一個重要的少數民族(2.3%)，其余的少數民族包括高棉、孟族等民族。除此之外尚有京族，以及一些住在山上的部落，例如巴通族、嘎良族（著名的長頸族）、拉祜族、苗族、瑤族等，接近緬甸的山區有少數掸族人，這些人口大約為788,024人。
除此之外，泰国还有大量的来自其他亚洲地區、欧洲、北美等长期居住在泰国的人口，还有大量非法移民。不过由于泰国人口基数大，所以这些人口只占总人口的很小一部分。
以產業結構來分析，泰国的人口主要为農業人口，集中在稻米產地，即泰国的中部和东北、北方。随着全球化进程，泰国也在工业化过程中，有大约31.1%的泰国人口集中在曼谷等大城市，而且在持续增长中。

### 少數民族

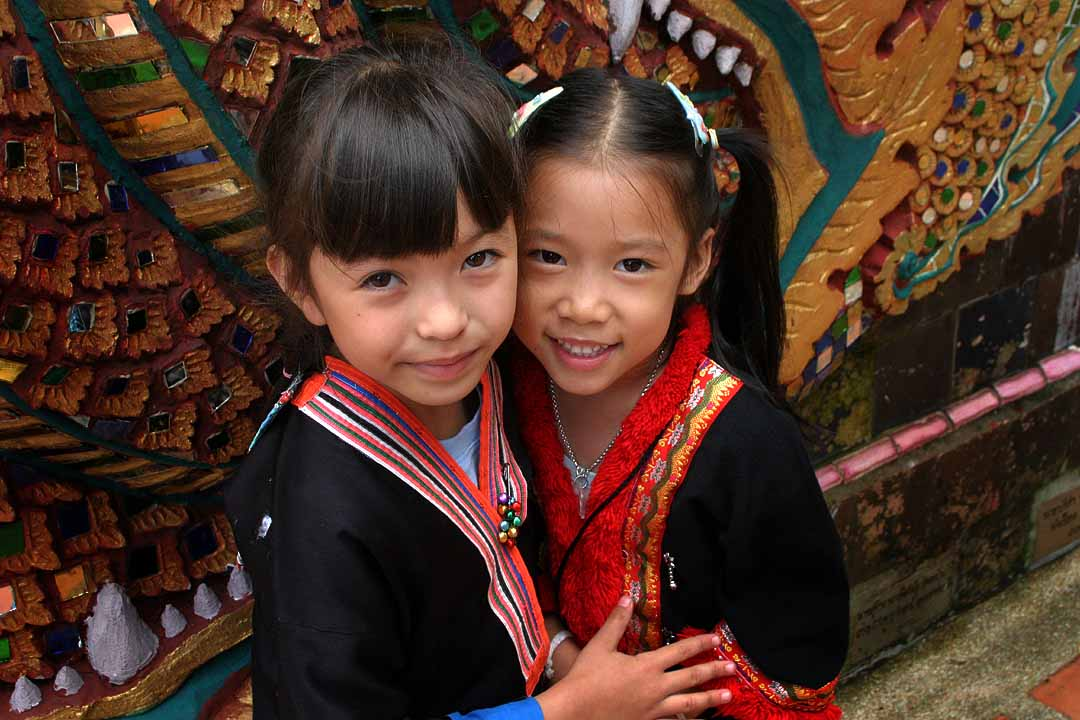
泰国东北部的“山地部落”女孩

泰國其實有很多不同的少數民族，也分佈在泰國不同的地區，各民族都有其各自的部落。泰國北區有著長頸族部落的居住，其民族在泰北有自由的生活圈，泰國政府不會干預並且遵重其傳統。長頸族服裝的特徵為脖子會繞著一圈圈的環，環的圈數愈多，表示愈漂亮。頸環只限於女生，男的則不用，女孩到了年齡約莫四、五歲左右就開始了環頸的傳統，且直到老去都將一直戴著它。
少數民族有他們各自的语言。最多的为在东北地区的寮國語方言。在泰國南部，馬來穆斯林使用馬來語的方言亞維語。部分華裔泰國人也会使用各種漢語，其中以屬於閩南語的方言潮州話最多。

### 語言
泰国的官方语言是泰語，用泰語字母，當中約5,000萬人視為母語。

### 宗教

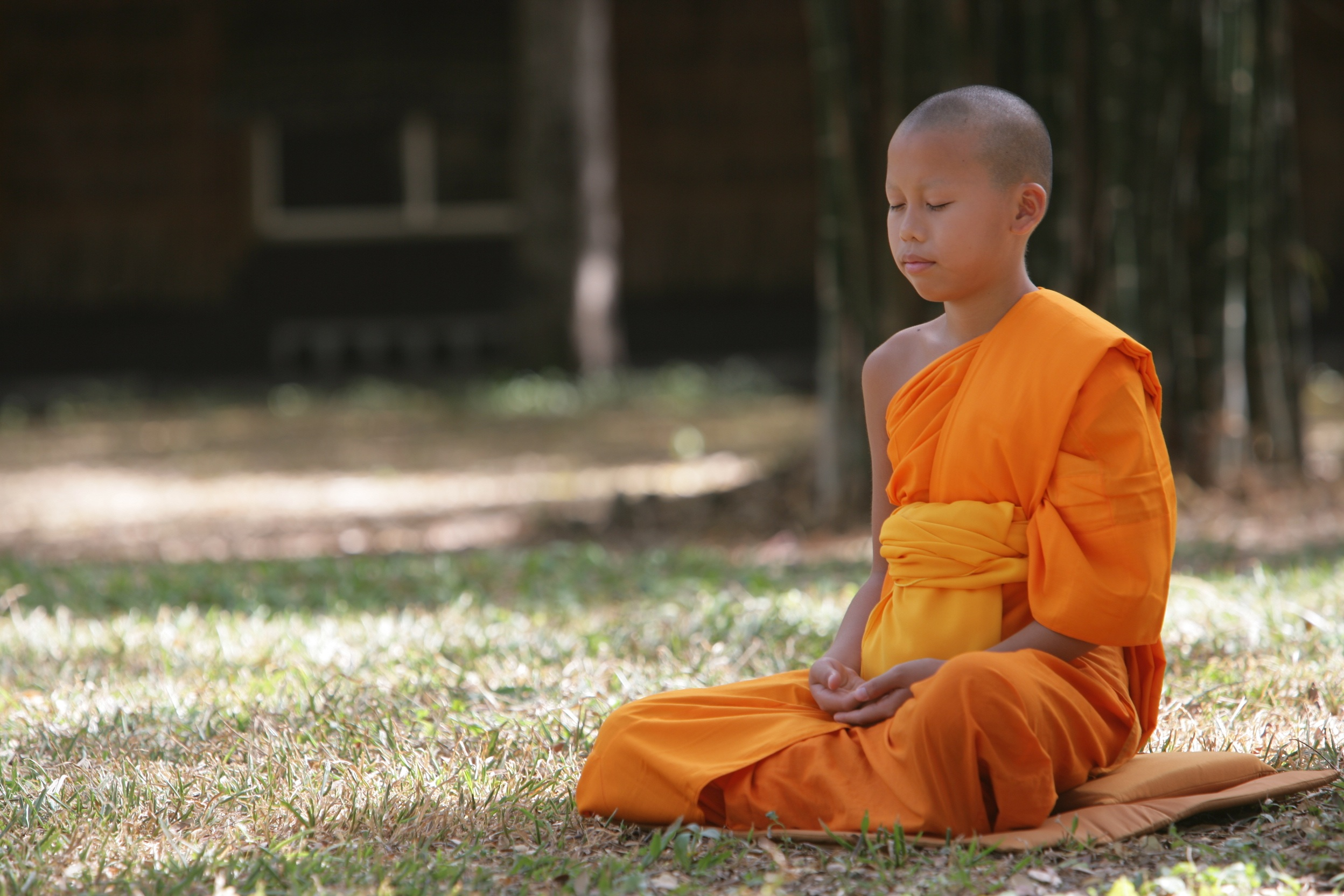
沙彌

泰国是世界上知名的佛教国家之一，大多数泰国人信奉佛教，佛教徒佔全國人口93%以上。不过泰国宪法中并未规定国教，而是保证公民的信仰自由。但宪法规定泰國君主必须是佛教徒。
佛教对日常生活产生强烈的影响。比丘长老非常受人们尊敬。因此，无论在城市还是乡村，寺庙（wat）都是社会生活和宗教生活的中心。禅是佛教最普及的方面之一，有无数泰国人定期坐禅以提升内心的平静和愉快。游客也可以在曼谷的几个中心或者国内的其他地方学习坐禅的基本原则。
泰國南部的陶公府、北大年府和惹拉府以信奉伊斯兰教的穆斯林为主，佔全國人口的4%。另外亦有信奉基督教（西北克倫族）和印度教的信徒，但較佛教徒的人口有很大的相差，其僅佔總人口的1%左右。这些非佛教信仰者有完全的信仰自由，得到保障。

### 泰國華人

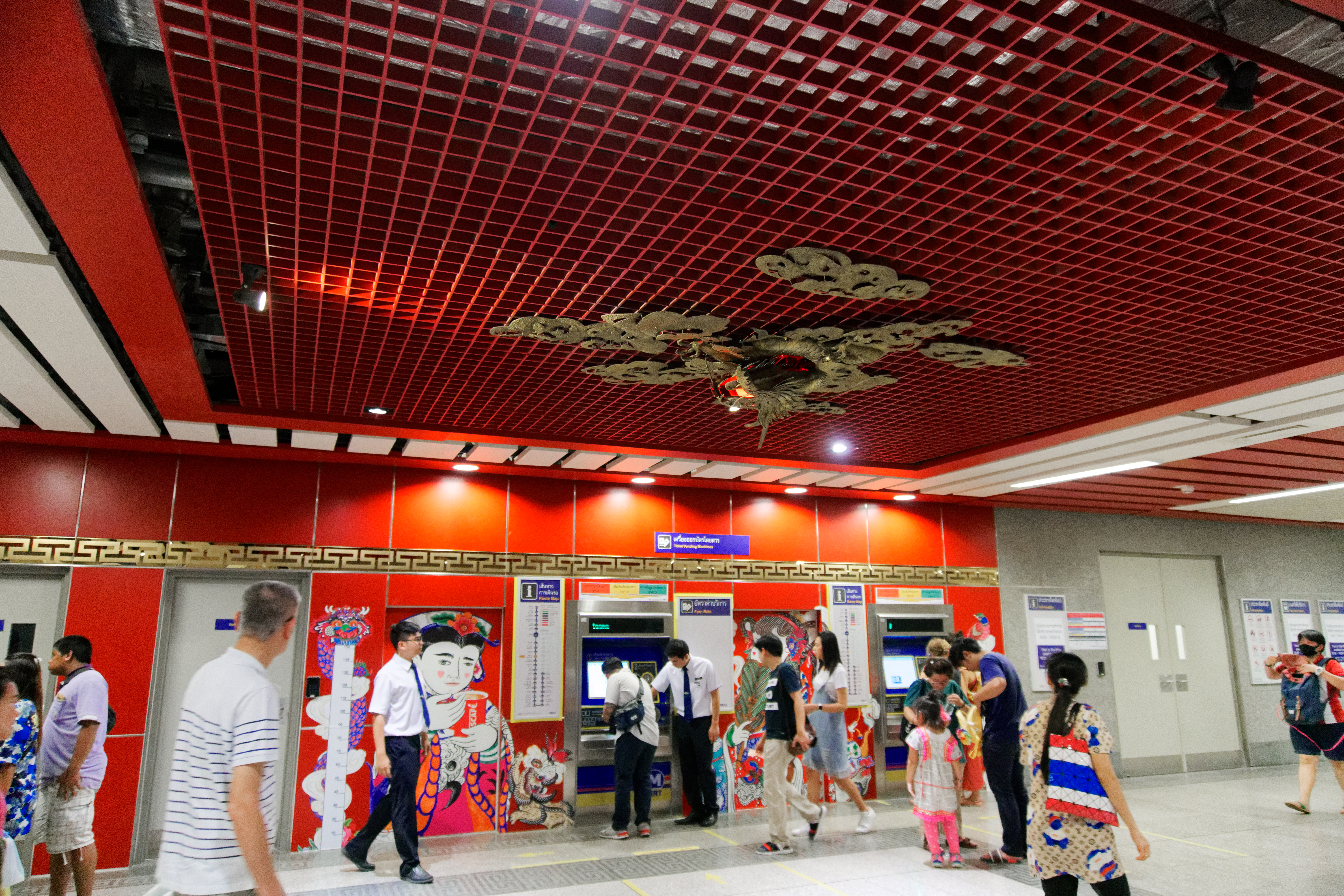
中國春節時的龍蓮寺地鐵站

早在清朝時，華人就已經來到泰國謀生，並漸漸融入當地。泰國歷史上建立吞武里王國的就是具有潮汕血統鄭昭。如今，鄭王像仍被泰國民眾虔誠地供奉。泰國華商主要來自於廣東潮汕地區。泰國的重要經濟支柱都由華人把持，不少大型企業都是由華商創辦。華人的經濟地位相比當地泰族原住民較為優越。但因為泰國是個佛教國家，住民淳樸，對華人沒有太多的種族對立。
泰國是東南亞國家中排華最輕微的，沒有像印尼那樣出現排華大屠殺和馬來西亞的種族衝突。但為切斷華人與母國的血脈聯繫，泰國政府禁止教授華文和使用華文。華人為求自保，都放棄原來的中國華語姓氏，而改用有相同意思的泰語文字來當作他們的新姓氏甚或採用當地姓氏。這運動後來稱之為「改姓名運動」，加上冷戰展開，泰國為防止共產主義擴散，對華人移民實施諸多限制。
隨著冷戰緩和及越戰結束，中華人民共和國與泰國在1975年7月1日建立外交關係，經濟合作日益增多，泰國允許恢復華文教學。泰國經濟的起飛，也吸引了大批華人到泰國發展。華人在今天的泰國經濟和政治中，更扮演着重要的角色，但大部分已融入泰國社會。泰國總理他信、阿披實、英拉、赛塔、泰國最大的商業集團正大集团的創始人謝氏兄弟都是華裔，華商在泰國的經濟發展中擁有舉足輕重的地位。

## 教育

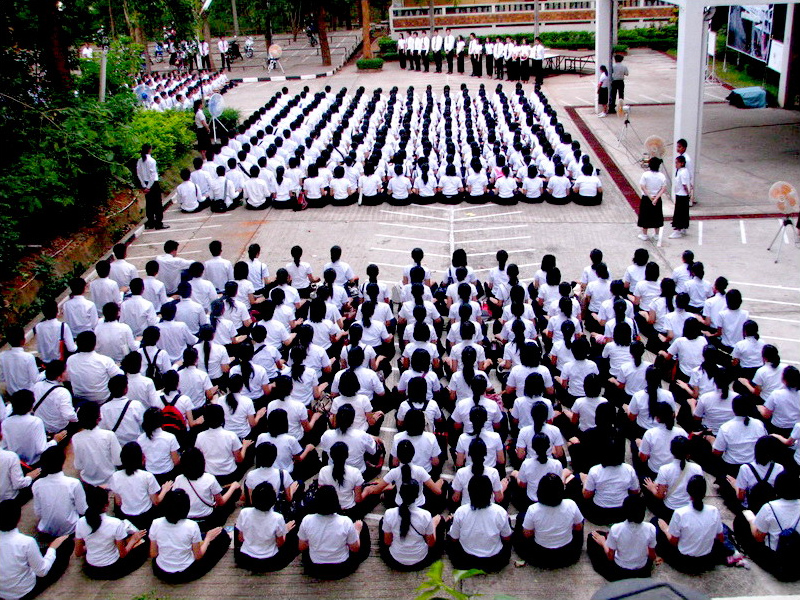
一所大学的学生

泰國教育主要是由泰國教育部管理。學齡兒童必須就學，直到完成中學前三年的課程，這些學生可以就讀公立或私立學校，這些學校的學制分為小學六年的初等教育、以及中學六年的中等教育。少數偏遠地區學校的學制只包含六年小學和三年中學。
根據2014年的統計，泰國的整體識字率大約為93.5%。

## 文化

### 表演艺术

#### 舞・戲曲
孔剧（泰語：โขน）是泰国的传统舞蹈文化的代表。在古代，只有男性才能參演孔剧，并且只會在王宫内進行演出。舞蹈演员会戴上华丽的假面面具，在解说员的解说后起舞，舞姿矫若游龙。现在亦有由女性担任主角的孔剧，这种孔剧被称为“女孔剧”（โขนผู้หญิง）。

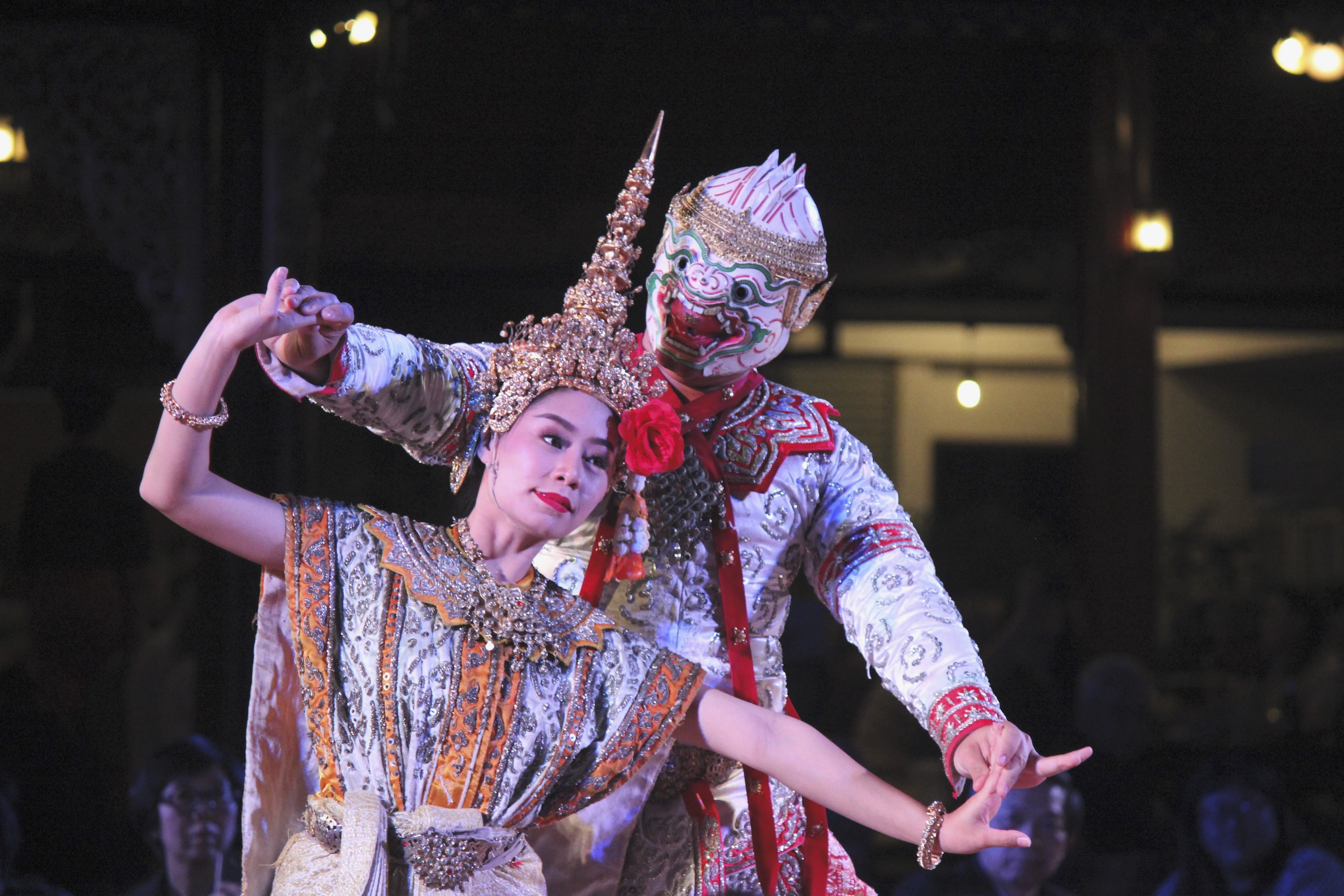
孔剧舞蹈

孔剧融合多种艺术于一身。目前还没有确切的证据能证明孔剧是在哪一个时期产生的，但是在大城王国那莱王统治的时期，爱情长诗帕罗赋（泰語：ลิลิตพระลอ）中对孔剧的描写，至少表明了在那个时期孔剧已经存在了。孔剧的名称来自泰语词汇“孔”（โขน），“孔”的来源尚未明确，但学界给出了四种解释。第一种解释是说“孔”是一种用来自印度的皮革而制成的乐器，外表和形状跟现代的鼓类似。 这种乐器曾经很流行，并且常用于当地传统表演。因此，它被认为是在孔剧中演奏的其中一种乐器，孔剧因而得名。第二种解释是说“孔”源于泰米尔语 “goll” 或者 “golumn”。在泰米尔语中，它表示的是性别，或者是与孔剧演员服装类似的一种衣服及装饰。第三种解释是指“孔”来自一种在表演中会出现的玩偶。第四种解释是指“孔”来自柬埔寨语，意为角色扮演。

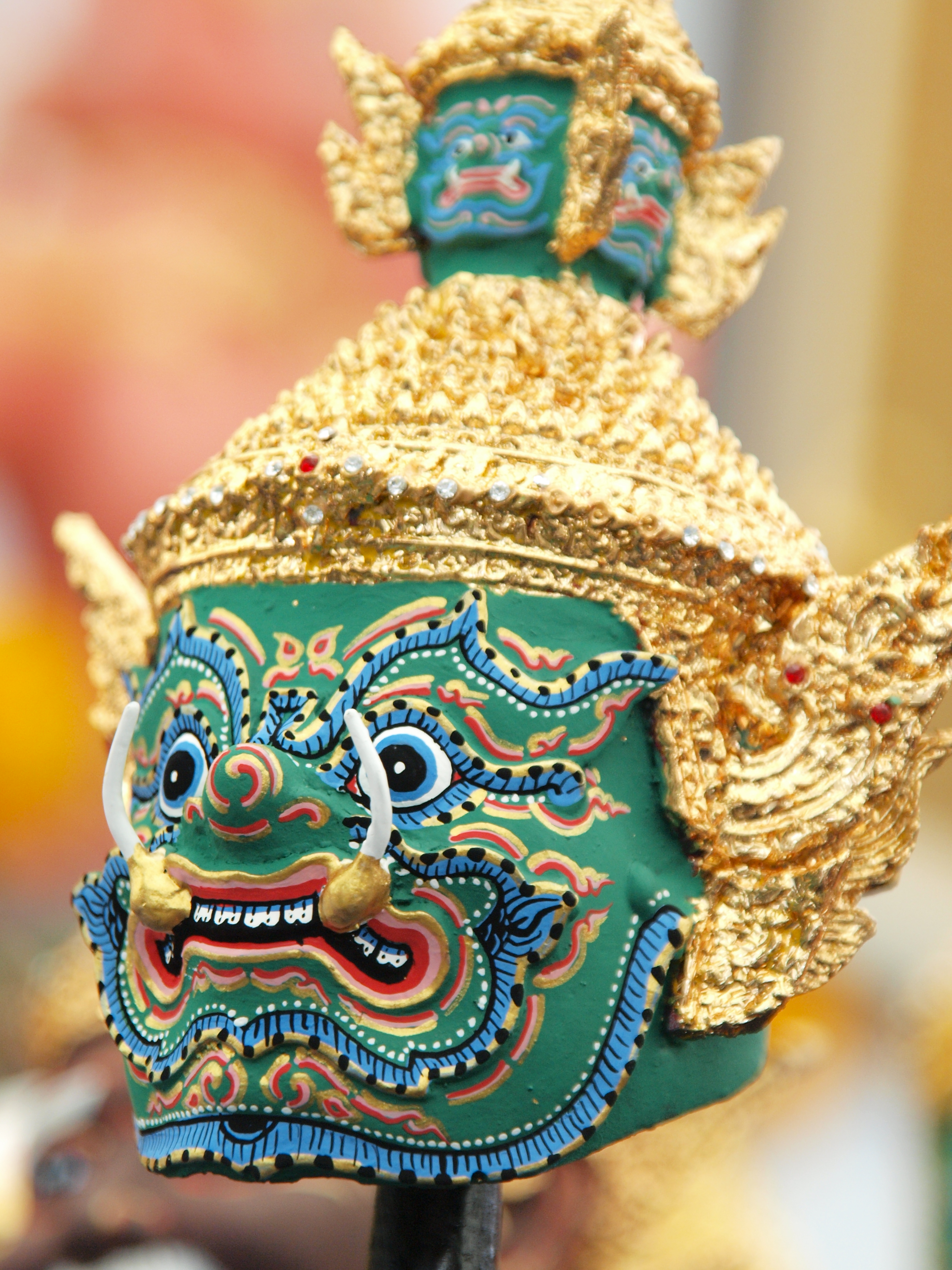
孔剧面具

孔剧的主角最初只能由男性飾演。女性只能扮演女神或者神明。然而，在现代，女性也可以出演猴子或者魔鬼角色。古时候，孔剧只在王室中表演。国王的儿子常常会扮演猴子或者是魔鬼。许多东南亚国家都有与孔剧类似的舞蹈，如缅甸、柬埔寨、老挝和马来西亚等。与这些国家的舞蹈不同，泰国孔剧更强调舞蹈动作，舞蹈手势能传达出很多意思，而且特定的角色有着特定的手势。孔剧需要演员从小开始接受舞蹈训练，这是为了让手脚灵活，从而使演员能够做出各种复杂的动作，如猴子后空翻。
孔剧以史诗故事（主要是罗摩衍那）为基础，有各种各样的故事和角色。其中最著名的故事是国王拉玛与十面魔王托萨之间的战争。十面魔王托萨抢走了国王漂亮的妻子悉达，在国王弟弟和神猴哈努曼的帮助下，国王打败了魔王，救回了悉达。
在这个故事中，孔剧演员常分为以下四类：人类主角、女神、魔鬼或夜叉以及猴子。

#### 音樂・電影
泰国电影以恐怖片、鬼片为主，泰国鬼片世界知名，其恐怖程度能與日本的恐怖片相提並論，知名作品有《鬼影》《厉鬼将映》《鬼4虐》《13 駭人遊戲》《鬼肢解》《鬼宿舍》等。而例如《拳霸》《冬蔭功》《拳霸2》《拳霸3》等以泰拳為主題的动作片和《嚇鬼阿嫂》《初恋这件小事》《暹罗之恋》《愛我一下夏》《下一站，說愛你》《音為愛》《想愛就愛》等具有泰国风的泰国浪漫电影也在国际上流行。亚洲著名的泰国青少年系列，有如《因為我們天生一對》《特長生：畢業季》《禁忌女孩》《以你的心詮釋我的愛》等。泰国影史上票房收入最高的泰国电影《模犯生》，在亚洲的票房已超过4,235万美元。
泰国在音乐领域上，有“卢通歌曲女王”之称的彭普万·东詹等舞蹈艺术家，也有塔塔杨等泰国知名艺人。其音乐产业于2010年後期在亞洲崛起，有望成為繼韓國、日本、中國流行音樂後第四大亞洲主流音樂產業。當中韓國女團BLACKPINK泰國籍成員Lisa在國際間享負盛名。日本國民偶像女團AKB48的曼谷姊妹團BNK48除了在泰國獲得了空前成功，在亞洲偶像界中亦成為了矚目的新星。BNK48成員亦在各方面的發展，例如電影、綜藝和電視劇獲得了國際間的肯定和認可。BNK48在亞洲的成功亦使其在清邁推出泰國第二組AKB48的姊妹團CGM48，同時亦吸引了多間娛樂公司在泰國推出日系和國際性的偶像團體，包括Sweat!16以及4EVE。

### 飲食

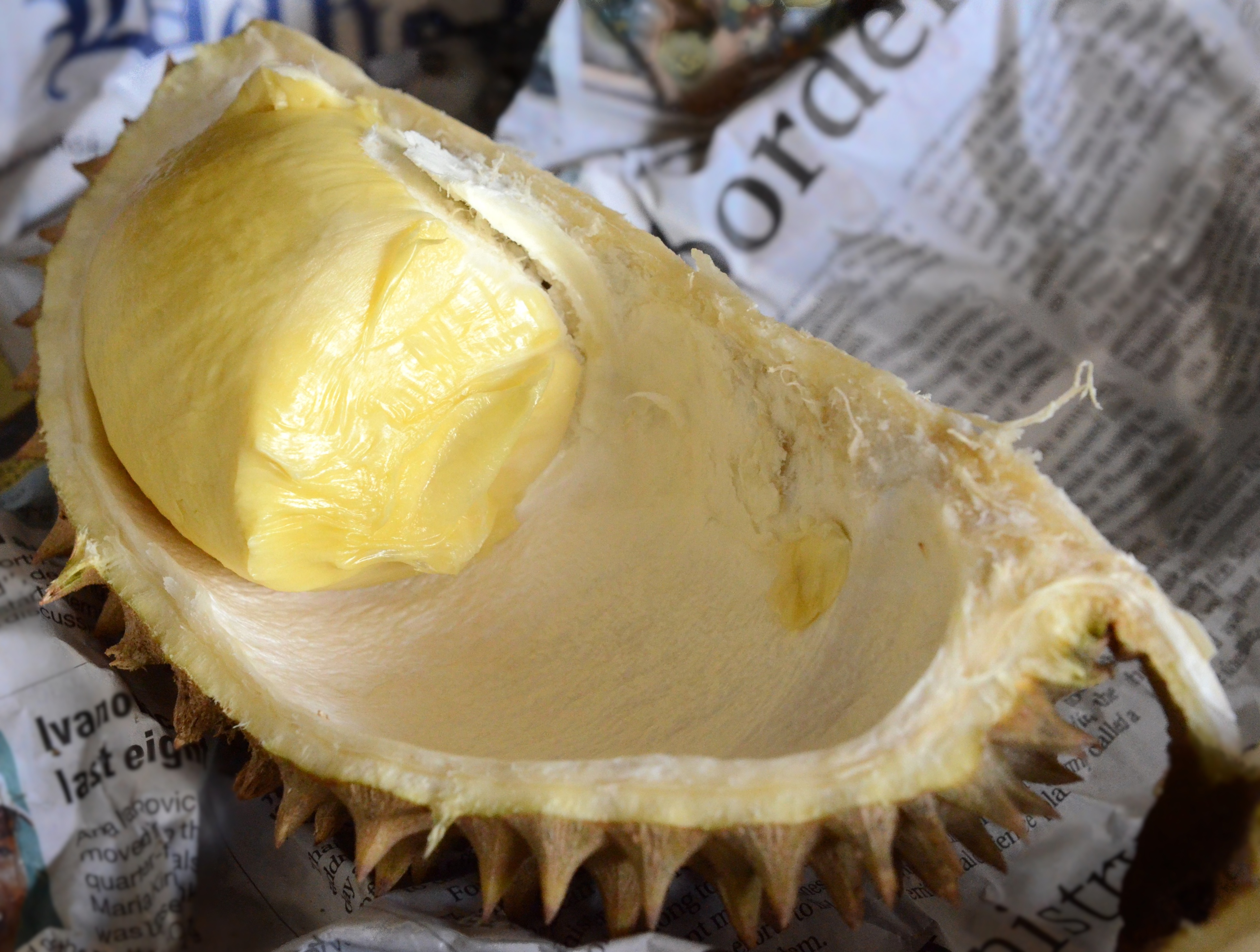
榴莲是泰国著名的水果

泰國菜的特點是講究酸、辣、鹹、甜、苦五味的互相平衡，通常以鹹、酸、辣為主並帶著一點甜，而苦味則隱隱約約在背後。首次嘗試泰國菜的外國人都會覺得味道很獨特，因為五種味道同時顯現在舌頭上，而且有很多調料是東南亞特有的。泰國菜用調料的特點是整體來說善用椰奶、九層塔、香茅、泰國青檸（又稱青檸菜）和辣椒。
泰國人以米飯為主食，佐以一、兩道泰式咖哩、一條魚或一些肉、一份湯和一份沙拉。順序並沒有甚麼講究。湯對泰國人來說是配飯的一道菜，著名的泰國湯有冬荫功，分為清湯和加椰漿的濃湯。由於泰國位於氣候潮濕和炎熱的熱帶地區，所以各種蔬菜和水果都極其豐富。北部有山河，南部有地峽，兩邊有海，而中部的田地肥沃，國家豐富的資源可以在國民的飲食中看得出。泰國菜色彩鮮艷而且名種出產都極為鮮味:60-62。

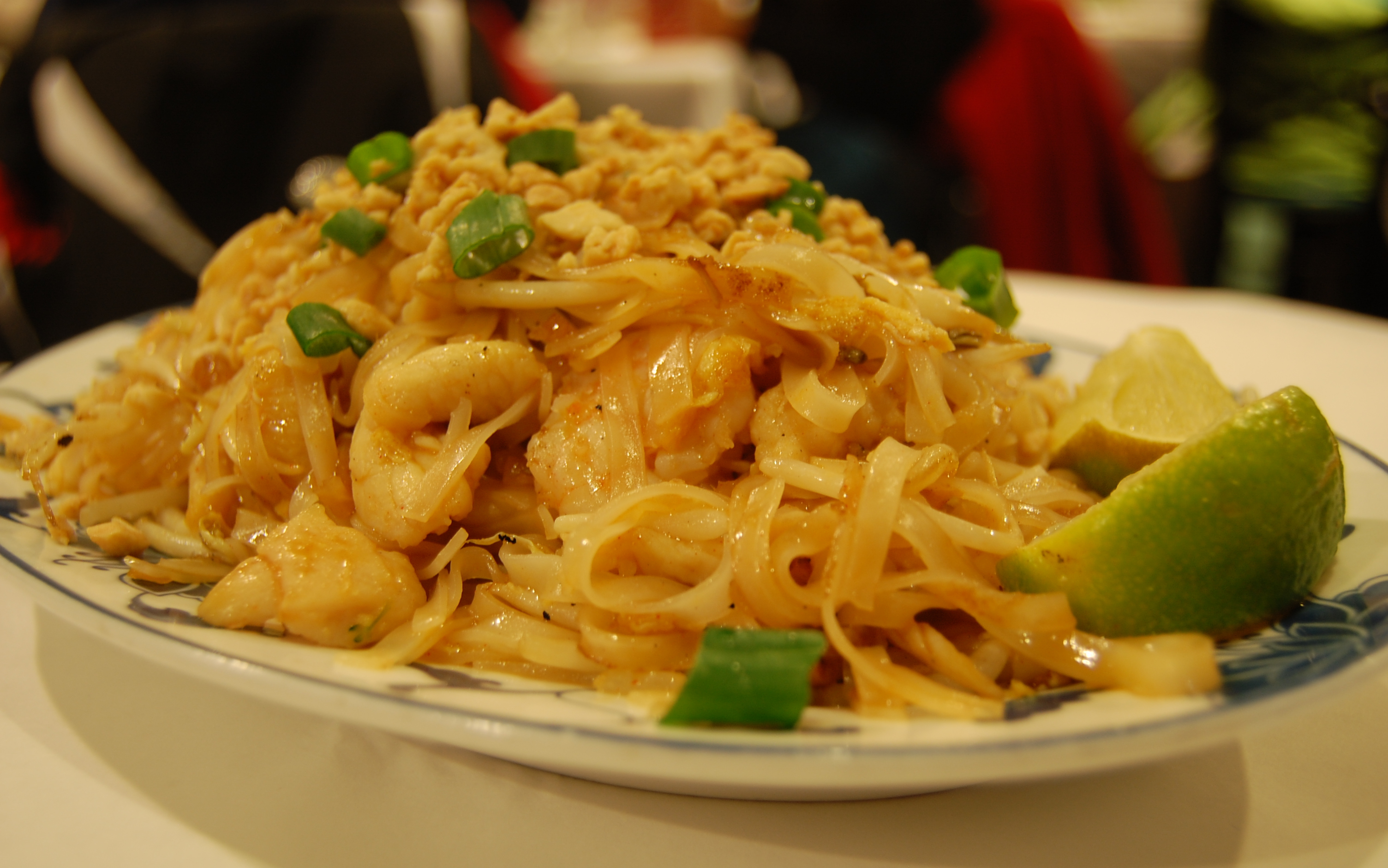
泰式炒金邊粉
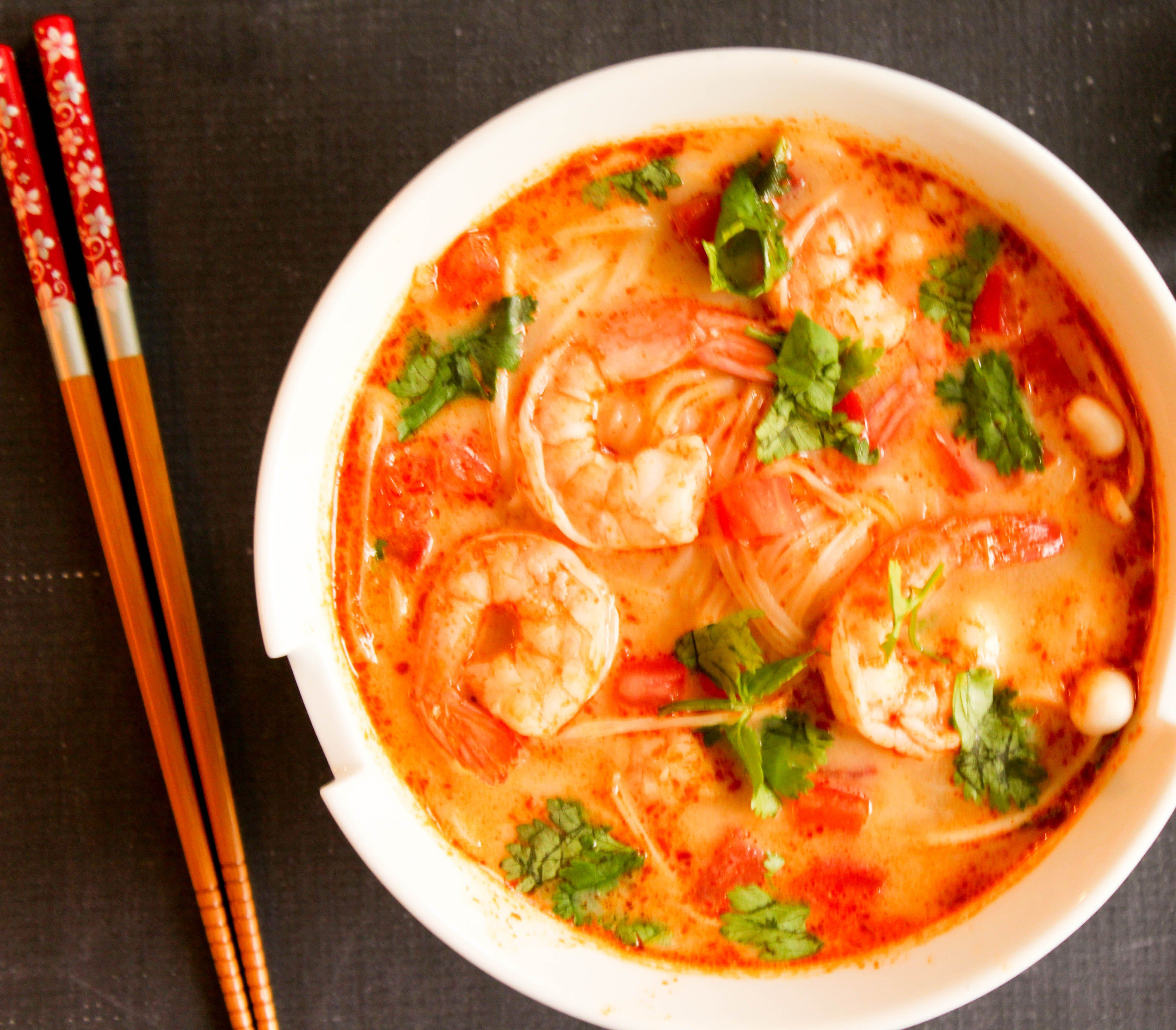
泰式酸辣湯
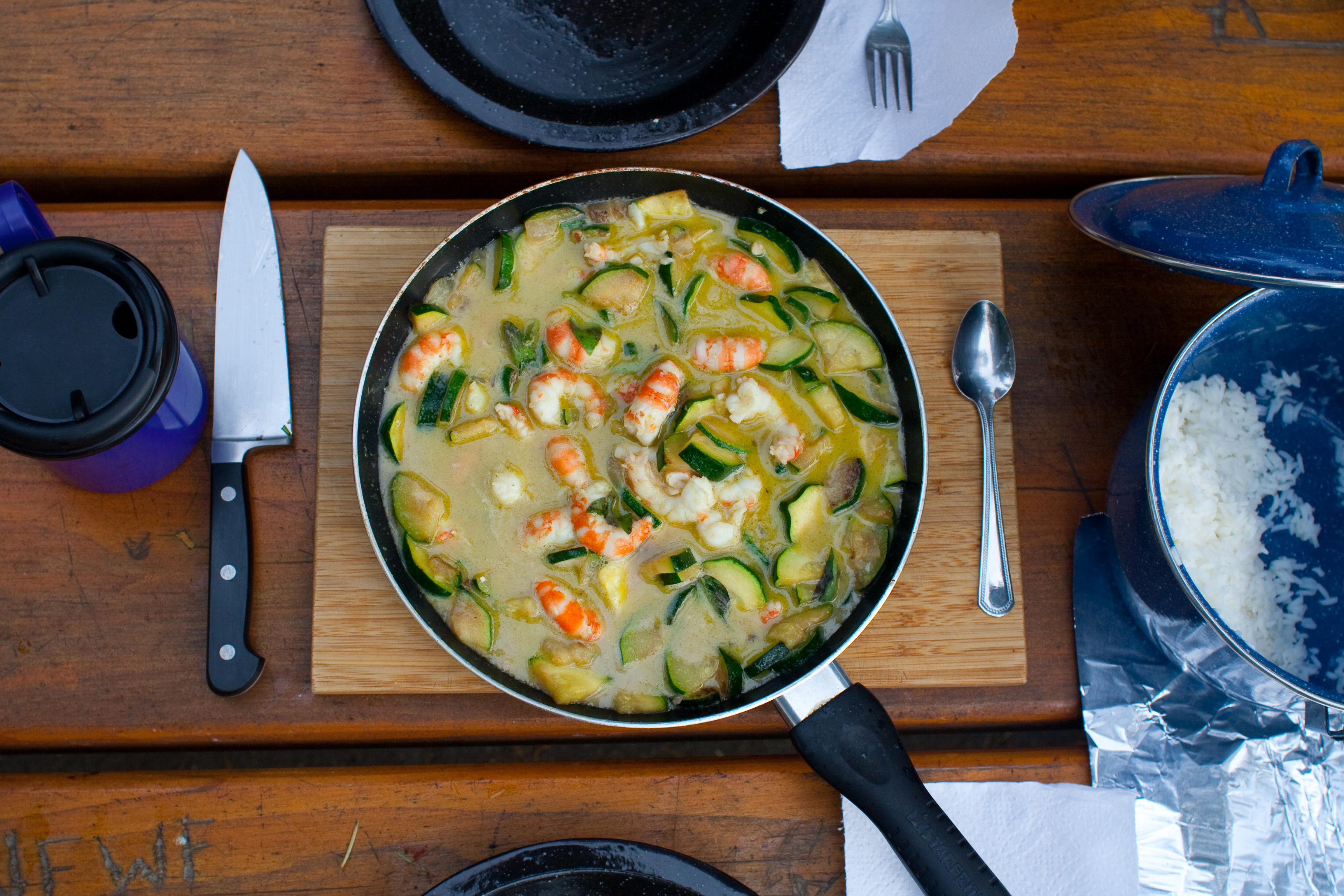
綠咖哩
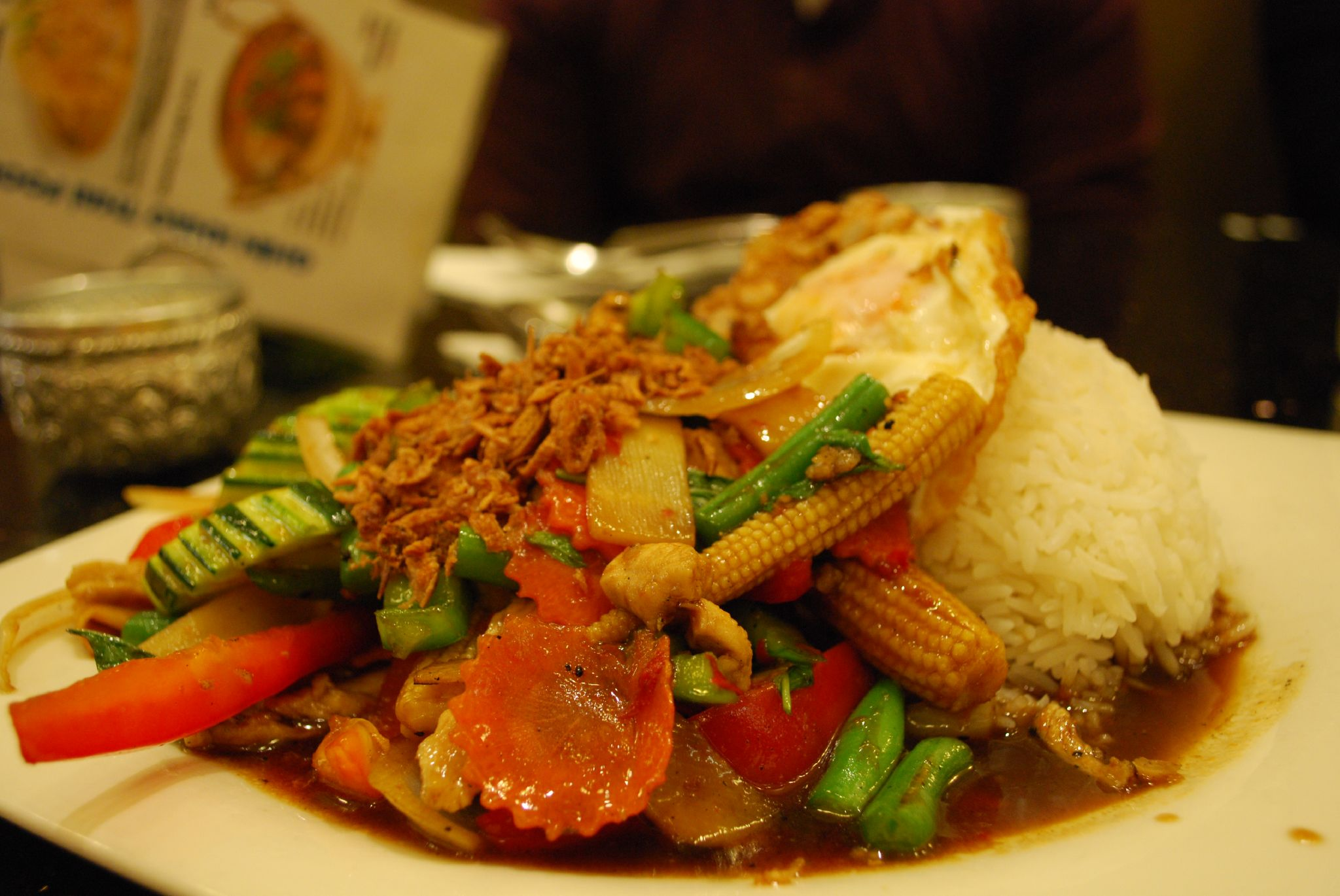
打拋豬肉拌炒飯
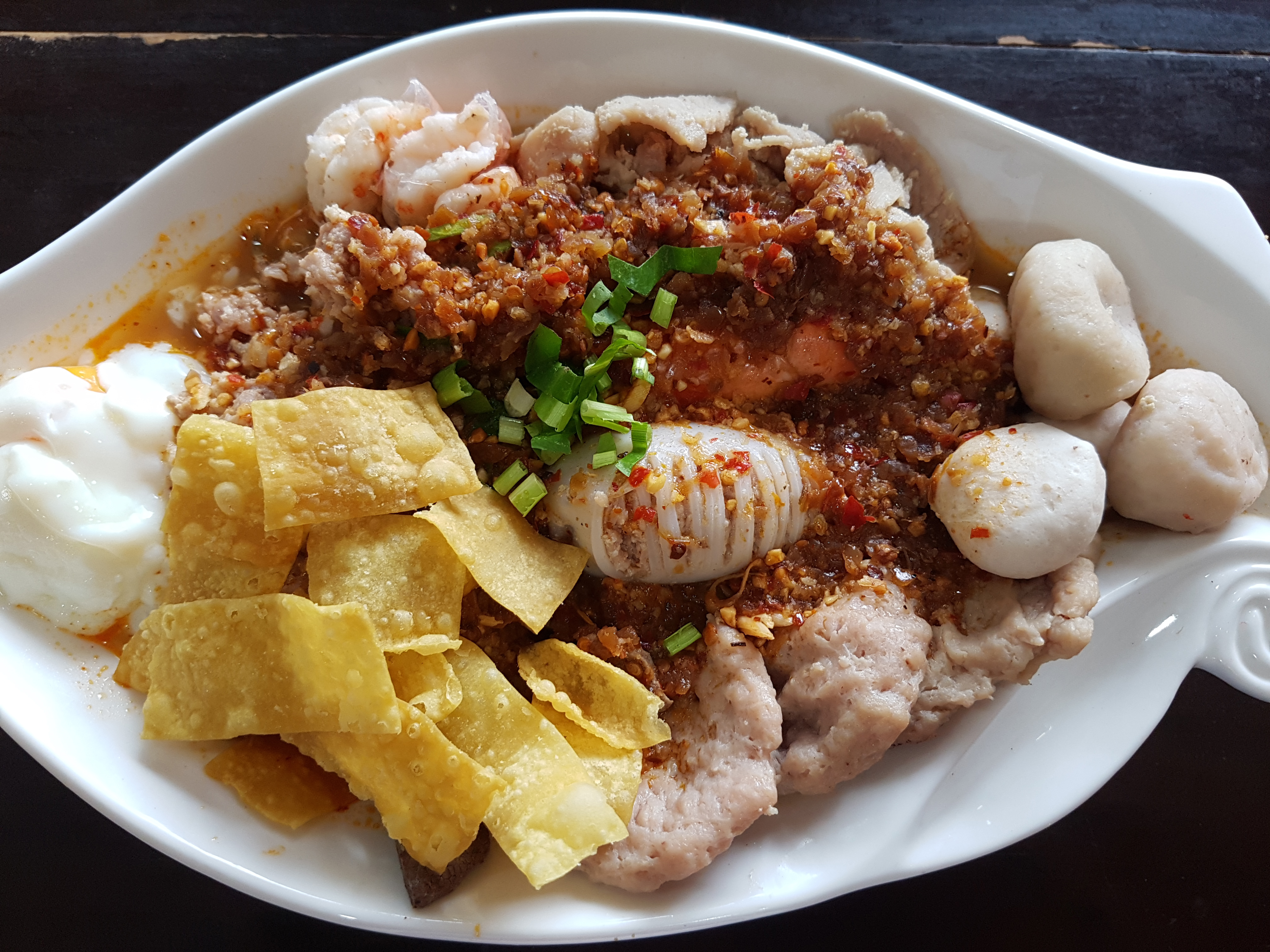
冬阴功面
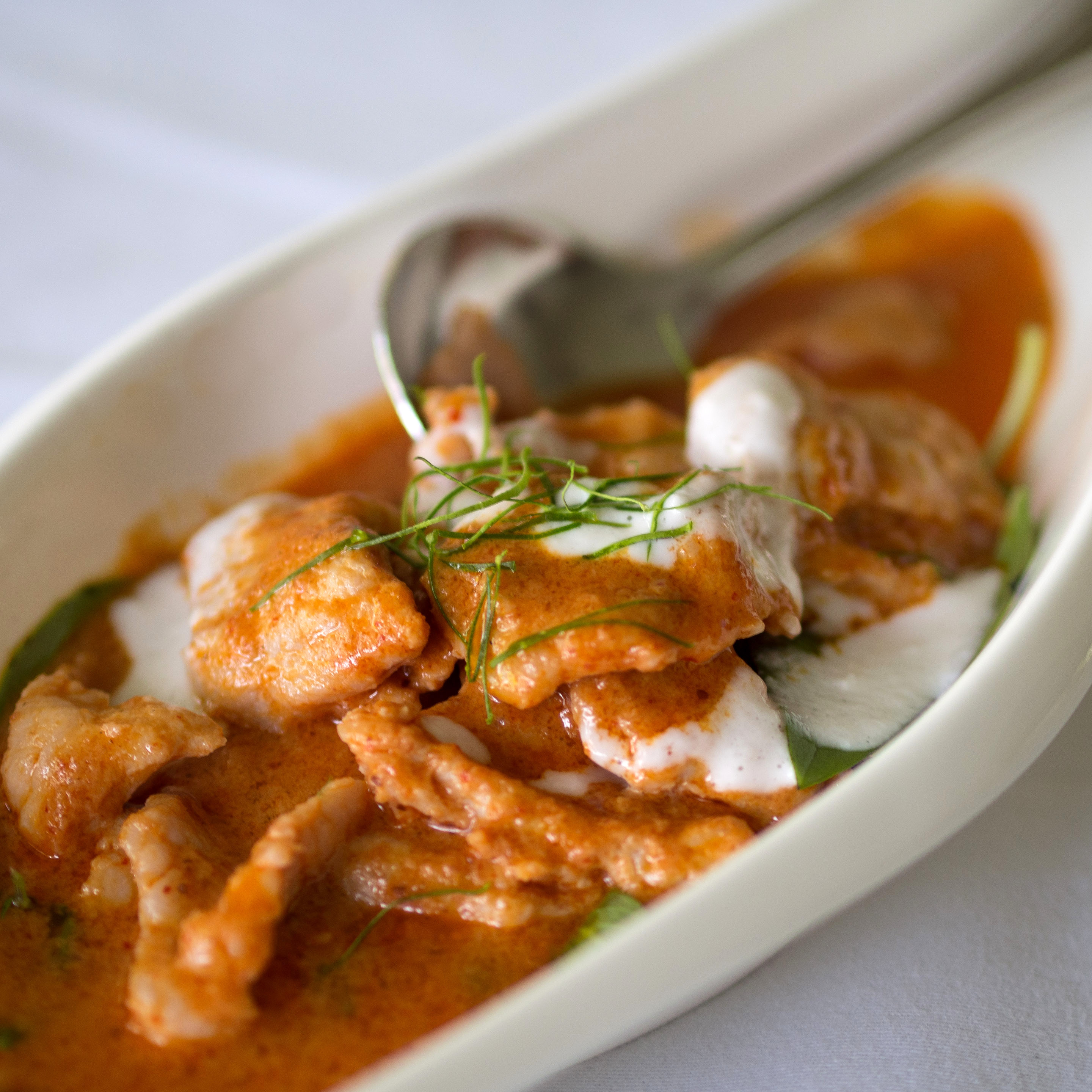
巴南鸡咖喱
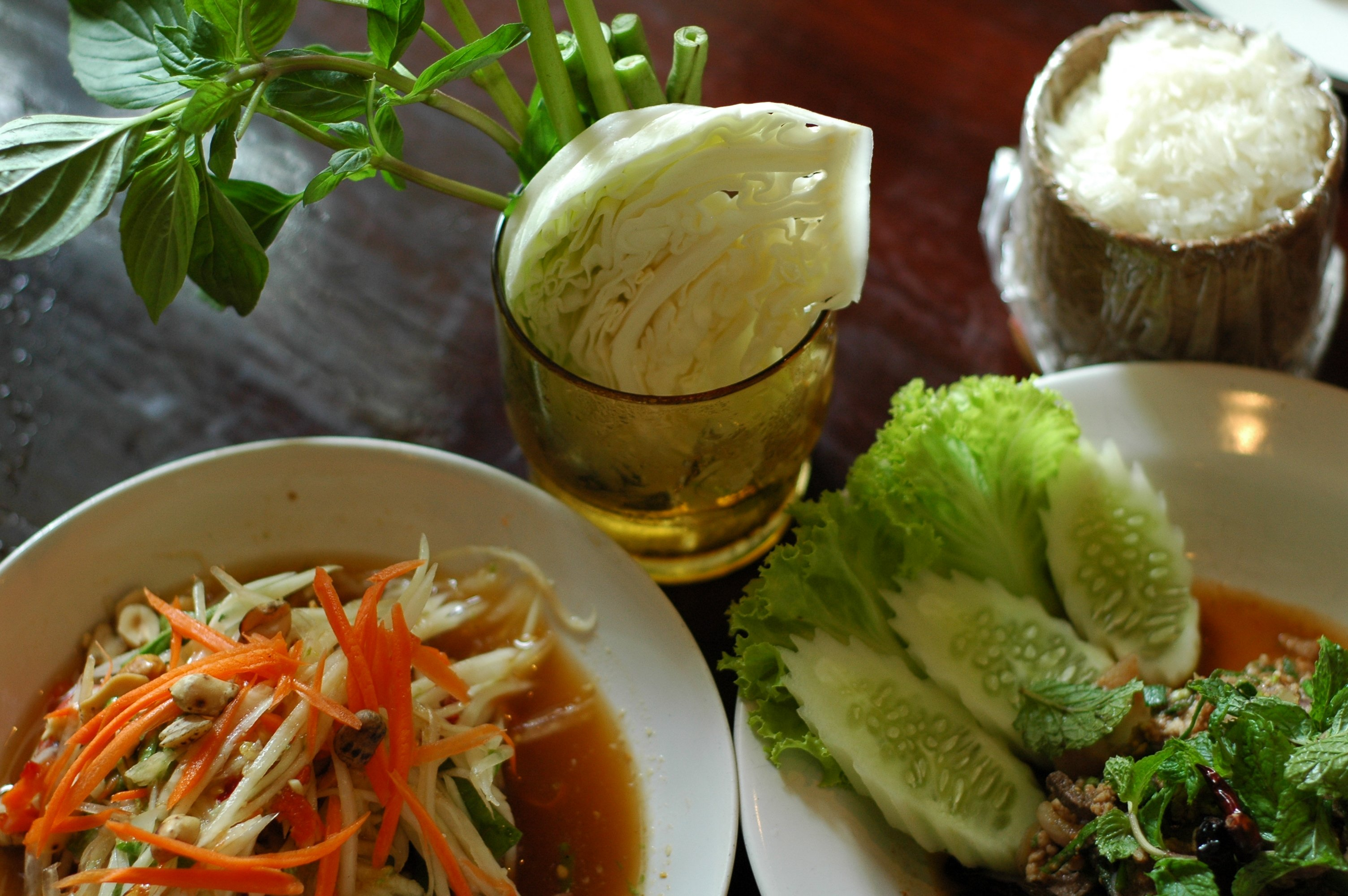
青木瓜沙拉

### 大麻合法化
泰國在2019年將醫療用大麻合法化，許多癌症化療、小兒癲癇、帕金森氏症、糖尿病、痙攣、焦慮和憂鬱症、失眠等患者可以協尋醫生得到治療方式。2022年6月9日，泰國將大麻除罪化，公民可合法持有和使用大麻，泰国成为亞洲首個將大麻除罪化的國家。
泰國政府於2025年6月25日通過並公佈新規，收緊快速擴張的大麻市場，規定大麻僅限藥用，禁止一般銷售、廣告宣傳及娛樂用途。

## 體育
|                          |                |                             |
| Ram Muay, 战斗前的仪式。 | 曼谷泰拳比赛。 | 播求，国际著 名泰拳从业者。 |

泰拳不仅是泰国的传统国技，也是泰国最为流行的体育运动项目之一。
泰国在各大型国际综合运动会中所获得的成绩如下：
- 夏季奥运会：7金6银11铜24枚（亚洲第8，世界前50）
- 亚洲运动会：109金148银209铜463枚（第7）
- 夏季大运会：21金11银30铜62枚（亚洲第6，世界第26）
- 世界運動會：1金2银2铜5枚（亚洲第8，世界前60）
- 亞洲室內運動會：58金66银89铜213枚（第2）
- 夏季青奥会：4金3银7枚（亚洲第4，世界第14）
- 世界武搏運動會：4金3银2铜9枚（亚洲第3，世界第7）
- 亞洲沙灘運動會：37金36银28铜103枚（第1）
- 亞洲武藝運動會：21金17银16铜  54枚（第1）
- 亞洲青年運動會：11金7银2铜20枚（第3）

## 主要節慶

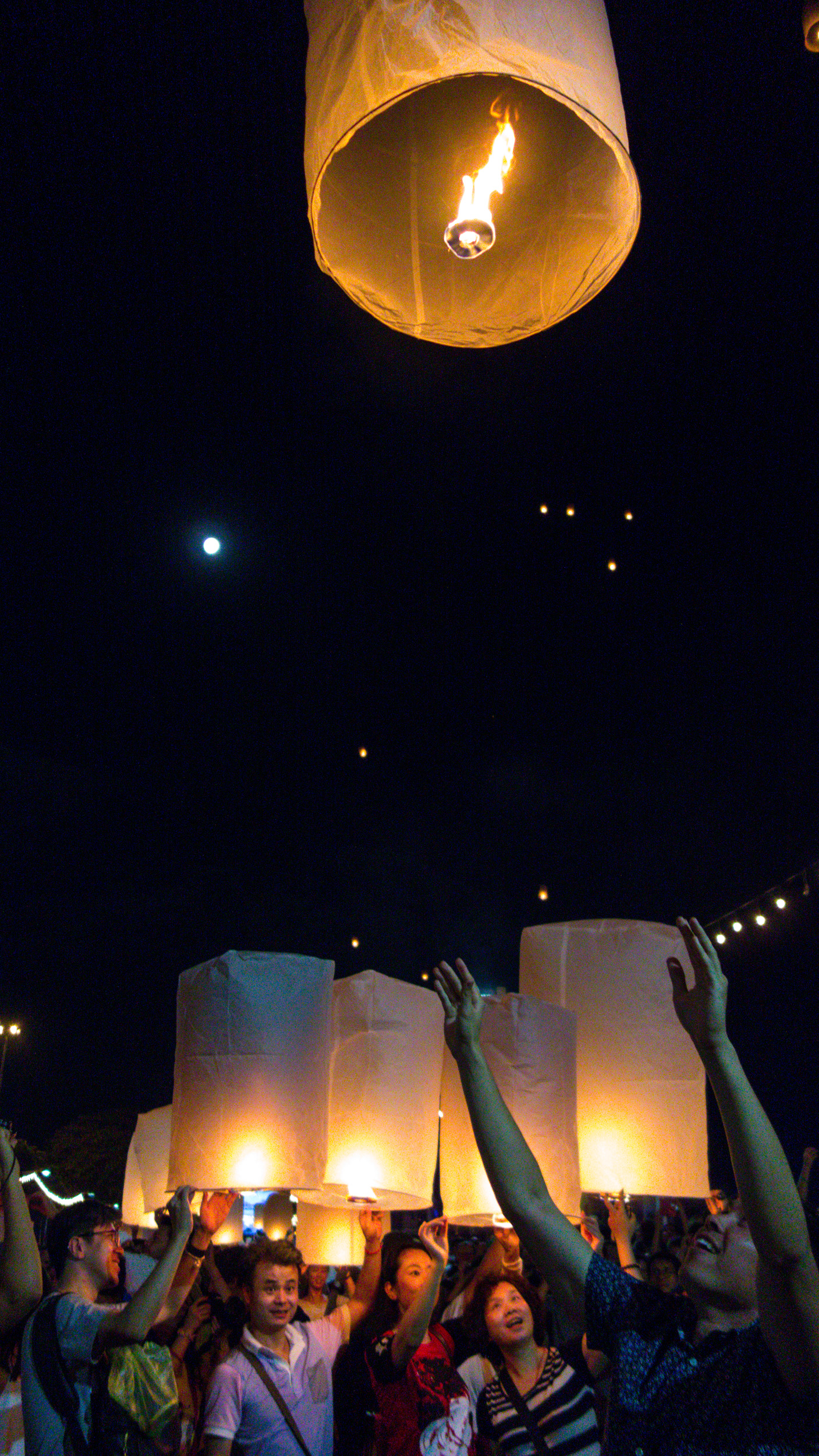
水灯节
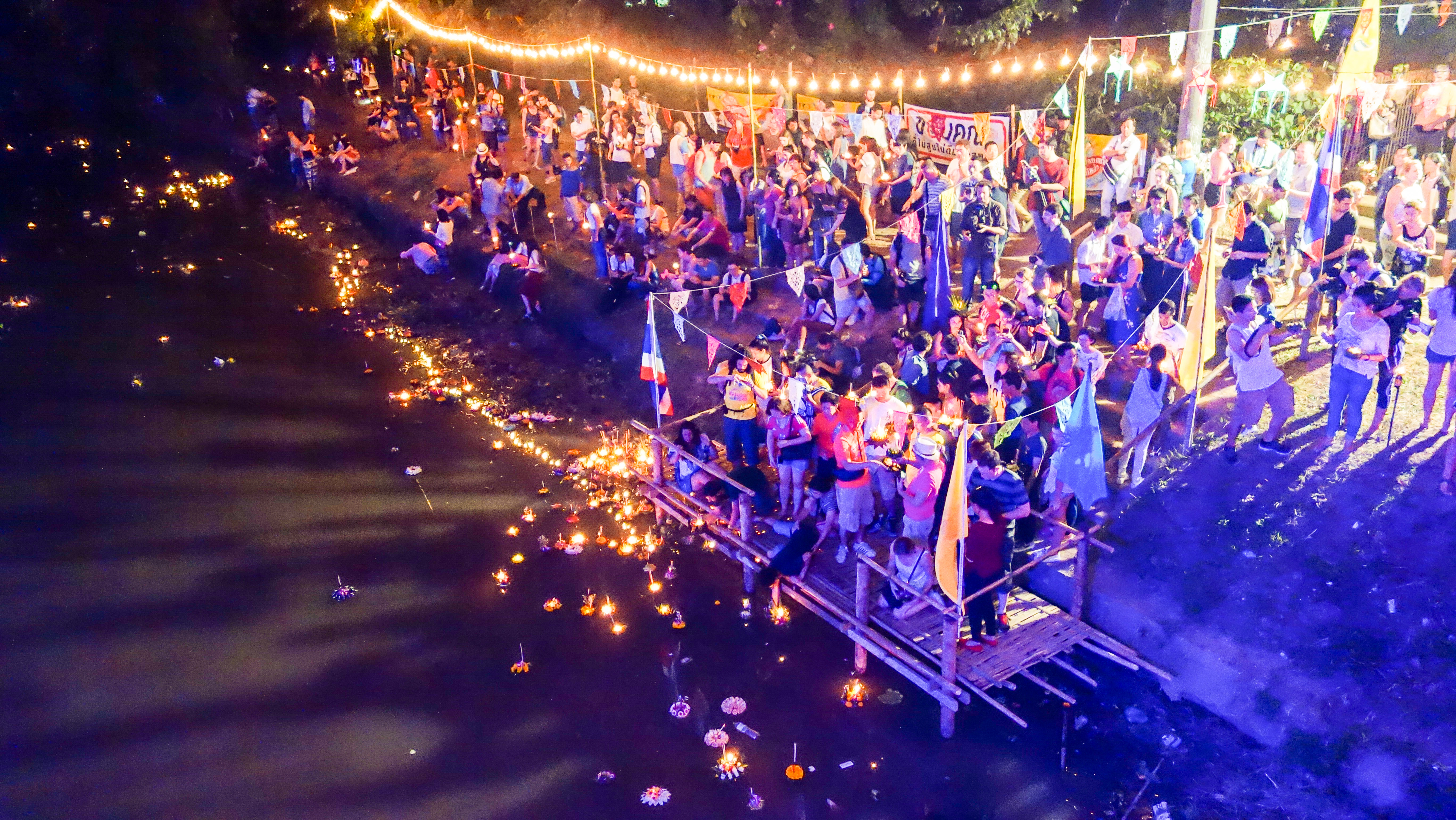
水灯节
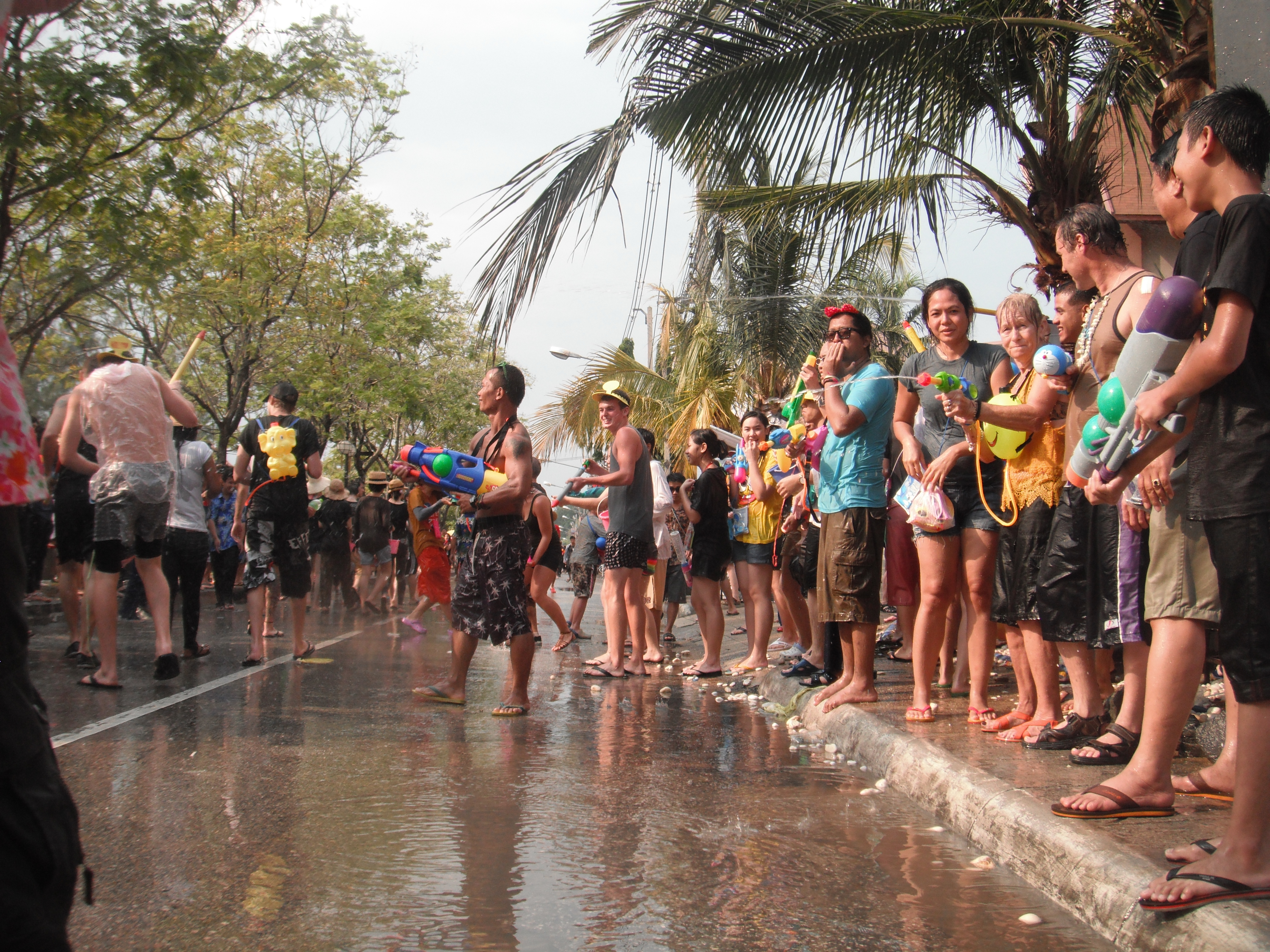
泼水节
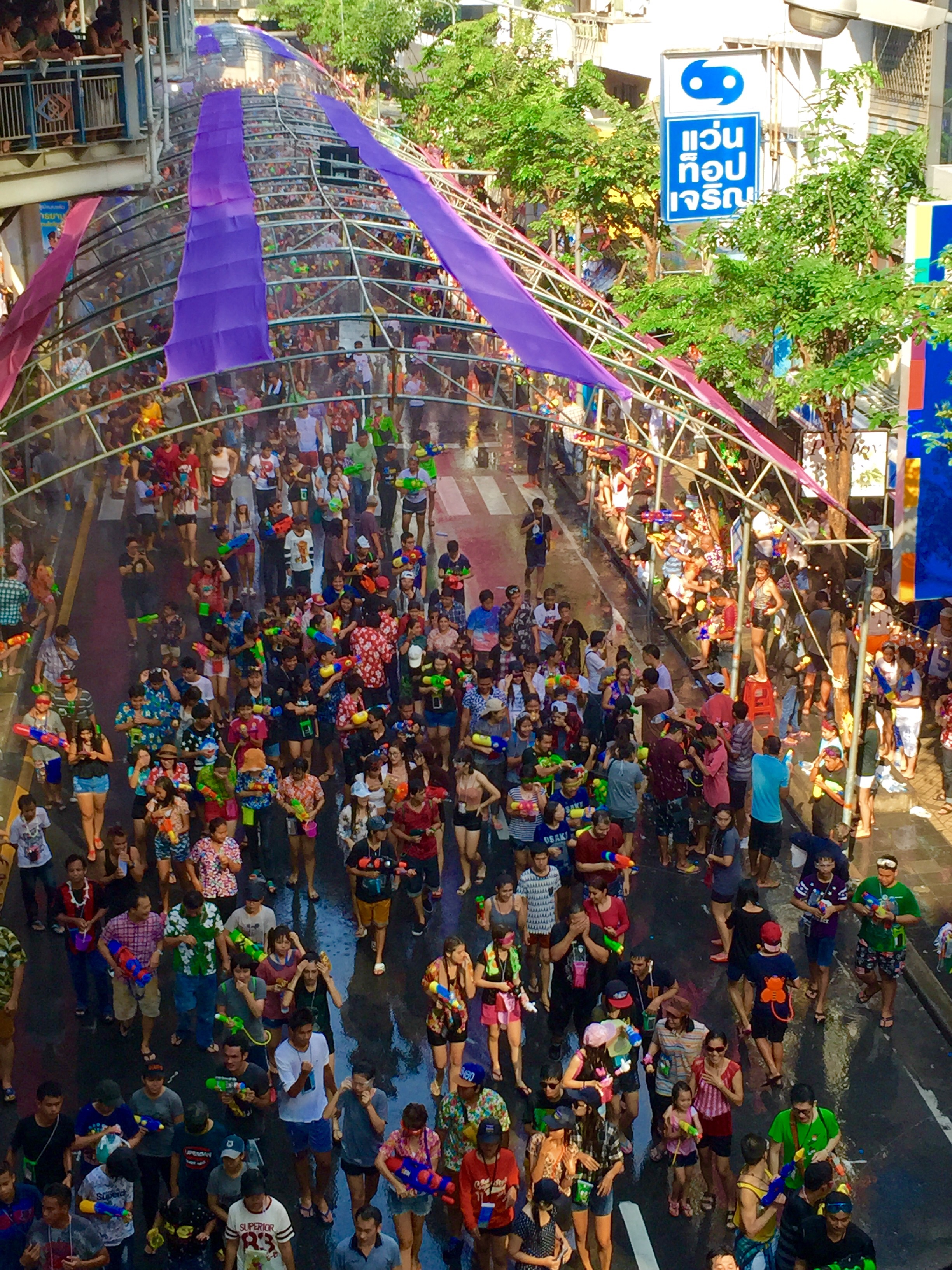
泼水节

| 日期             | 中文名                 | 当地名           | 备注                                          |
| ---------------- | ---------------------- | ---------------- | --------------------------------------------- |
| 1月1日           | 新年                   | Wan Khun Pee Mai |                                               |
| 1月至2月间       | 春节                   |                  | 農曆正月初一至初三（非法定假日）              |
| 2月              | 萬佛節                 | Mahka Bucha      | 泰曆3月15日                                   |
| 4月6日           | 扎克里里王朝纪念日     | Chakri           | 纪念扎克里王朝的奠定                          |
| 4月13日至4月15日 | 宋干节/泼水节/泰曆新年 | Songkran         |                                               |
| 5月              | 佛诞                   | Vaisakh Bucha    | 泰曆6月15日，紀念佛祖釋迦牟尼出生、成道和出滅 |
| 5月1日           | 劳动节                 |                  |                                               |
| 5月5日           | 泰王登基纪念日         |                  | 纪念普密蓬·阿杜德加冕                         |
| 5月10日          | 春耕节                 |                  | 祈求农业丰收的节日                            |
| 7月              | 佛祖開示纪念日         | Ansanha Bucha    | 泰曆8月15日，紀念佛祖成道後向信徒講說之日     |
| 7月              | 守夏節                 | Khao Phansa      | 泰曆8月16日，是為期3個月的佛教齋戒期的首天    |
| 8月12日          | 母親節                 | Mother's Day     | 纪念现王后生日                                |
| 10月13日         | 九世王纪念日           |                  | 纪念普密蓬·阿杜德逝世日                       |
| 10月23日         | 五世王纪念日           | Wan Piyamaharat  | 纪念朱拉隆功大帝逝世日                        |
| 11月             | 水灯节                 | Loy Krathong     | 泰曆12月的第一个月圆之日                      |
| 12月5日          | 父親節                 | Father's Day     | 纪念普密蓬·阿杜德生日                         |
| 12月10日         | 宪法日                 | Constitution Day | 纪念1932年立宪                                |
| 12月28日         | 鄭皇節                 | Taksin Day       | 抗緬復國的民族英雄達信大帝登基纪念日          |

- 水灯节
- 水灯节
- 泼水节
- 泼水节

## 外部連結
- （英文）（泰文）泰王国政府官方网站 （页面存档备份，存于）
- （繁體中文）泰國觀光局 （页面存档备份，存于）
- （英文）（泰文）泰国中央银行 （页面存档备份，存于）
- （英文）（泰文）泰国文化部 （页面存档备份，存于）
- （英文）（泰文）更多来自泰国 （页面存档备份，存于）
- （英文）泰国旅游图片 （页面存档备份，存于）
- （英文）泰国旅游指南(英文)
- （英文）《世界概况》上有关Thailand的条目
- （英文）中的“泰国”
- （繁體中文）維客旅行上的泰国 （页面存档备份，存于）
- （英文） 維基媒體的泰国地圖集
- OpenStreetMap上有關泰国的地理
- 谷歌地圖